# Axel von Fersen
Hans Axel von Fersen, även känd som Axel von Fersen den yngre och i Frankrike som Axel de Fersen, född 4 september 1755 i Jakobs församling i Stockholm, död 20 juni 1810 i Stockholm, var en svensk greve, militär, hovman, diplomat och ämbetsman. Han blev internationellt känd genom sin nära relation till Frankrikes drottning Marie-Antoinette samt sin framträdande roll under franska revolutionen. Han föddes in i en av Sveriges rikaste och mest inflytelserika adelsfamiljer, där fransk kultur och hovliv präglade både uppfostran och levnadssätt. Han utbildades för militär- och hovtjänst i både Sverige och Frankrike och gjorde omfattande resor i Europa. Han tjänstgjorde i den franska armén som regementschef för Royal suédois, liksom som adjutant under amerikanska frihetskriget och deltog i belägringen av Yorktown 1781.
Fersen är mest omtalad för sitt nära och omdiskuterade förhållande till Marie-Antoinette, som enligt vissa historiker utvecklades till ett romantiskt förhållande. Efter franska revolutionens utbrott uppträdde Fersen som förtrogen och kurir åt det franska kungaparet och därefter som sändebud i europeisk storpolitik. Han spelade en nyckelroll i planeringen och genomförandet av den franska kungafamiljens misslyckade flykt från Paris till Varennes i juni 1791. På uppdrag av Gustav III och senare hertig Karl verkade han som svensk ambassadör från 1791 för att säkra stöd åt den franska monarkin via kontakter i Bryssel och vid tyska hov, men kung Ludvig XVI och Marie-Antoinette avrättades 1793. Under 1790-talet återvände Fersen till Sverige för att tjäna Gustav IV Adolf, där han i riksrådets och hovets kretsar företrädde en konservativ hållning, motsatte sig revolutionära idéer och betonade ordning, dynastisk legitimitet och internationella förbindelser. Han innehade flera ordnar och utnämndes 1799 till en av rikets herrar och Uppsala universitets kansler samt till riksmarskalk 1801. Han stod utanför 1809 års statsvälvning men förknippades med den gustavianska linjen.
Fersen omkom den 20 juni 1810 i Stockholm, då han under oroligheter efter kronprins Karl Augusts plötsliga död angreps och lynchades av en uppretad folkmassa i samband med kronprinsens begravningsprocession, i det som kom att kallas Fersenska mordet. Mordet föregicks av en propagandakampanj kring Fersens inblandning i Karl Augusts död, men senare utredningar friade honom från all misstanke och han fick en hedersam begravning. Han efterlämnade flera dagböcker och brev som ger en inblick i hans verksamhet och nätverk i en tid präglad av krig, dynastiska konflikter och politiska omvälvningar. Hans eftermäle rör både hans roller i svensk statsförvaltning och hans insatser i internationell politik, även i relation till den franska revolutionens händelseförlopp. Fersens liv, i synnerhet hans omstridda relation till Marie-Antoinette, har skildrats i ett stort antal historiska och litterära verk, inklusive flera filmer, TV-serier och teateruppsättningar.

## Uppväxt och härkomst (1755–1770)
Hans Axel von Fersen föddes den 4 september 1755 i Jakobs församling i Stockholm som son till fältmarskalken och greven Axel von Fersen den äldre och grevinnan Hedvig Catharina De la Gardie. Han var systerson till Eva Ekeblad och sonson till general Hans von Fersen. Axel var den andra i ordningen av makarna von Fersens fyra barn: den äldre systern Hedvig "Hedda" Eleonora, den yngre systern Eva Sophie och den yngre brodern Fabian Reinhold. Två av hans kvinnliga kusiner, Ulrika von Fersen och Christina Augusta von Fersen, var hovdamer och framstående societetsdamer under den gustavianska tiden.
von Fersen var en av Sveriges rikaste och mest inflytelserika adelsfamiljer. Familjen kom ursprungligen från Baltikum och slog sig ner i Sverige under trettioåriga kriget. Familjen vann inflytande under regenterna drottning Kristina, Karl X Gustav och Karl XI, varefter den blev friherrlig i Sverige 1674 och grevlig 1712. År 1735 förvärvade släkten Steninge slott, beläget vid Mälaren strax utanför Stockholm. Axel von Fersen den äldre var vid denna tid en ledande politiker inom hattpartiet och nära knuten till hovet, men samtidigt starkt kritisk till kungligt maktmissbruk. Den yngre Axel von Fersen påverkades starkt av fransk kultur, något som delvis berodde på faderns förbindelser med Ludvig XV av Frankrike. Han var genom sin far en av de rikaste männen i landet och växte upp på familjens gods Steninge, Ljung, Mälsåker, Löfstad och Algö samt i det ståtliga Fersenska palatset i Stockholm, vilket ansågs som stadens finaste efter kungliga slottet. Under sin uppväxt undervisades han av en privatlärare och lärde sig flera språk, däribland franska, latin, engelska, tyska och italienska. Hans vidare utbildning kom att fokusera främst på det militära området, såsom fortifikationsritning och krigskonst, liksom inom konst, arkitektur och hovlivets finesser. Han dokumenterade alla sina upptäckter och tankar i dagböcker och brev skrivna på franska.

## Grand tour (1770–1774)

### Vistelsen i Braunschweig och Italien

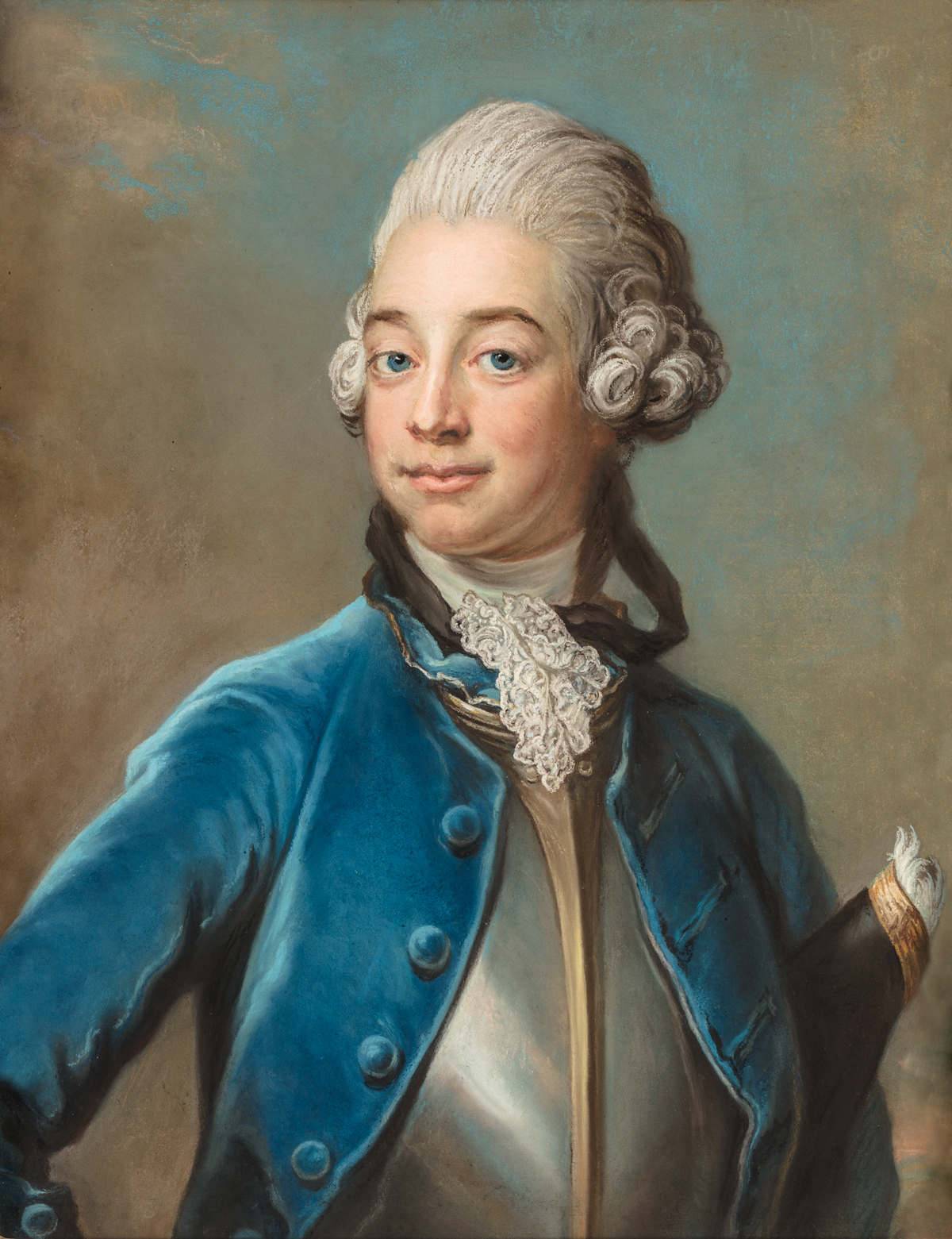
Axel von Fersen som fjortonåring. Målning (1769) av Gustaf Lundberg.

Mellan 1770 och 1773 genomför Axel von Fersen sin så kallade Grand tour, en bildningsresa genom Europa som unga adelsmän ofta gjorde för att fullborda sin utbildning. Resan inleddes den 3 juni 1770 från Stockholm och Fersen anlände till Braunschweig den 30 juli, där han vid femton års ålder skrev in sig vid krigsskolan Carolinum. Han avvisade studentrummen på grund av dåliga hygieniska förhållanden och bosatte sig i stället hos en urmakare. Hans vardag följde ett strikt schema: språk, historia, ridning, musik, fäktning och andlig fostran. Tillvaron lystes endast upp av museibesök och sociala sammankomster. Fersens vistelse blev mer händelserik när han fick besök av Sveriges prinsar: Karl (hertigen av Södermanland och blivande Karl XIII), Fredrik Adolf och Gustav (blivande Gustav III). Med deras hjälp blev han invald i Frimurarlogen i Braunschweig och belönades med sina första militära grader: korpral vid Livregementet till häst i Sverige den 11 december 1770, drabant i Livdrabantkåren den 21 januari 1771, samt "löjtnant à la suite" vid det kungliga franska främlingsregementet Royal-Bavière.
Efter Braunschweig fortsatte Fersen genom Darmstadt, Mannheim och Bad Bergzabern till Strasbourg, där han bedrev studier i bland annat naturrätt, militärteori och språk. Han deltog också i Strasbourgs kulturliv, särskilt teater och musik. Därefter besökte han Schweiz, vars konservativa sedvänjor han betraktade med förvånad nyfikenhet. I Genève fick han en minnesvärd upplevelse, då han fick audiens hos Voltaire på dennes gods i Ferney. Även om han inte återgav filosofens ord, beskrev han Voltaires excentriska yttre och omgivning.
Nästa längre uppehåll gjordes i Turin i Italien, där han tillbringade 17 månader vid militärakademien. Han lärde sig italienska och medicin, men drogs också till stadens kulturliv och kvinnor. Han mötte kung Karl Emanuel III av Sardinien och trots moralpredikningar ägnade han sig ofta åt nöjen snarare än studier. Under denna tid reste han även till Neapel, Florens, Genua, Milano och Rom, där han mötte Europas aristokrati, studerade konst och besökte berömda platser som Pompeji och Vesuvius.
Under Italienresan nåddes han av nyheten om Gustav III:s statskupp i Sverige i september 1772, som avslutade frihetstiden och stärkte kungamakten. Medan hans far reagerade med bestörtning, hyllade den unge Fersen statskuppen och såg den starka monarkin som en garanti för stabilitet och rättvisa. Fersen avslutade sin vistelse i Italien med en storslagen middag i Isola Bella. Vid hemkomsten var han sjutton år och utnämndes den 31 mars 1773 till kornett vid Smålands kavalleriregemente, där han senare befordrades till löjtnant den 12 augusti samma år. Hans verkliga mål, Paris, låg nu inom räckhåll, där hans livsverk skulle ta sin början.

### Vistelsen i Paris och London

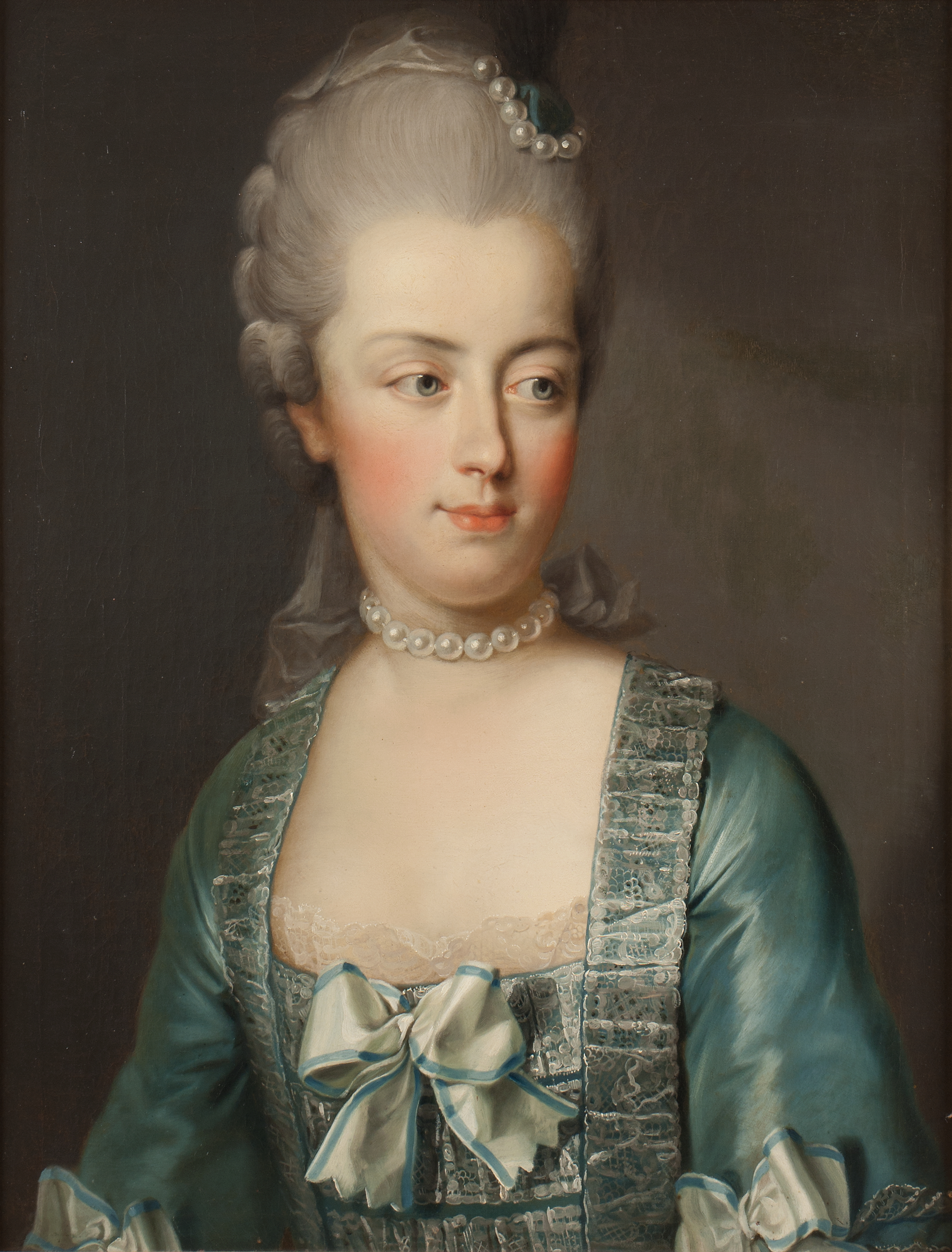
Porträtt av en ung Marie-Antoinette (1773) av Joseph Hickel.

Mellan november 1773 och december 1774 fullbordade Axel von Fersen sin Grand tour genom längre vistelser i Paris och ett kortare besök i London. Han anlände till Frankrike hösten 1773, 18 år gammal och nyss hemkommen från Italien. Han installerade sig på Hôtel d'York i Paris nära Sorbonne, och fick snabbt tillgång till det franska hovet via Sveriges ambassadör, greve Gustaf Philip Creutz. Genom honom introducerades Fersen till litterära salonger, ambassadörer och kulturpersonligheter som Alexander Roslin, Adolf Ulrik Wertmüller och Peter Adolf Hall. Han fann dock många av dessa sammankomster tråkiga och föredrog teatrar, konserter och maskeradbaler, särskilt på Parisoperan. I sin dagbok beskrev han flirtar och kärleksäventyr, bland annat med kvinnor han mötte på maskerader. Ett uppmärksammat möte skedde med Marie-Angélique Diderot, dotter till filosofen Denis Diderot, som imponerade på honom med sin självständighet och intelligens. Vid nyårsdagen 1774 gjorde Fersen sitt första inträde i den franska kungafamiljens residens, slottet i Versailles.
Under vistelsen i Paris fick Fersen också sitt första intryck av dauphin Ludvigs hustru, Marie-Antoinette av Österrike. Deras äktenskap var ännu inte fullbordat, något allmänt känt. På en bal i Versailles den 17 januari 1774 såg han henne för första gången, men det var vid en maskeradbal den 30 januari som han talade med henne i över en halvtimme utan att först veta vem hon var. När hon avslöjades drog hon sig tillbaka. Mötet fascinerade honom, men dagboken antyder inga djupare känslor vid denna tidpunkt.
Fersen deltog även i akademiska studier vid Sorbonne, med fokus på fysik och naturvetenskap. Samtidigt pågick politiska förändringar i Frankrike. När Ludvig XV dog den 10 maj 1774, blev Marie-Antoinette drottning vid 18 års ålder och hennes make kröntes till kung Ludvig XVI. Fersen noterade dödsfallet i dagboken och lämnade Paris två dagar senare.
Efter Paris reste Fersen till England via Chantilly, Amiens och Calais. Första intrycket av London var negativt. Han upplevde hovet som stelt, maten som dålig och ölet som odrickbart. Han bodde enkelt på Suffolk Street och beskrev engelska kvinnor som frispråkiga, medan det sociala livet kändes stelt. Vid ett möte med kung Georg III noterade han kungens lågmälda tal och upprepade fraser. Drottning Sophie-Charlotte fann honom älskvärd men inte särskilt vacker.
Trots sin initiala skepsis började Fersen uppskatta vissa engelska egenheter. Han noterade att klädmodet var praktiskt, postvägarna effektiva och herrgårdsliknande bostäder charmiga. Under sin tid i London deltog han i flera tillställningar, bland annat på Almack's, men fann dem ofta tråkiga. När han lämnade England i november 1774, med båt från Dover, reflekterade han över skillnaderna mellan Frankrike och England. Han såg kvaliteter i båda, men kände lättnad över att återvända till Frankrike. Resan hem till Sverige gick via Dunkerque, Belgien, Holland och Preussen. I Potsdam mötte han Fredrik den store och i Dresden återträffade han Catherine Leijel, en svensk-engelsk kvinna han träffat tidigare i Paris.
Fersen återvände till Sverige i december 1774. Han var då 19 år gammal, språkkunnig, välutbildad och världsvan efter att ha besökt Europas ledande hov och kulturella centra. Under resan hade han kommit i kontakt med kungligheter, intellektuella och konstnärer, deltagit i salongsliv och operabaler, och fört samtal med Europas elit. Den fyra år långa resan hade inte bara givit honom kunskaper i språk, konst och vetenskap, utan också format hans karaktär och sociala förmåga. Erfarenheterna gjorde honom väl förberedd för en framtid inom diplomati och hovliv och etablerade de kontakter som senare skulle få stor betydelse i hans liv. Han visade samtidigt ett visst avstånd till upplysningens mer radikala idéer och förblev politiskt konservativ. I sin syn på nationella karaktärsdrag anslöt han sig till Montesquieus uppfattningar, där han framhöll svenskarnas allvar och heder, men också deras tröghet. Han beundrade brittiskt statsskick, men kritiserade franskt lättsinne och kontinentalt överdåd.

## Hovlivet i Stockholm (1774–1778)

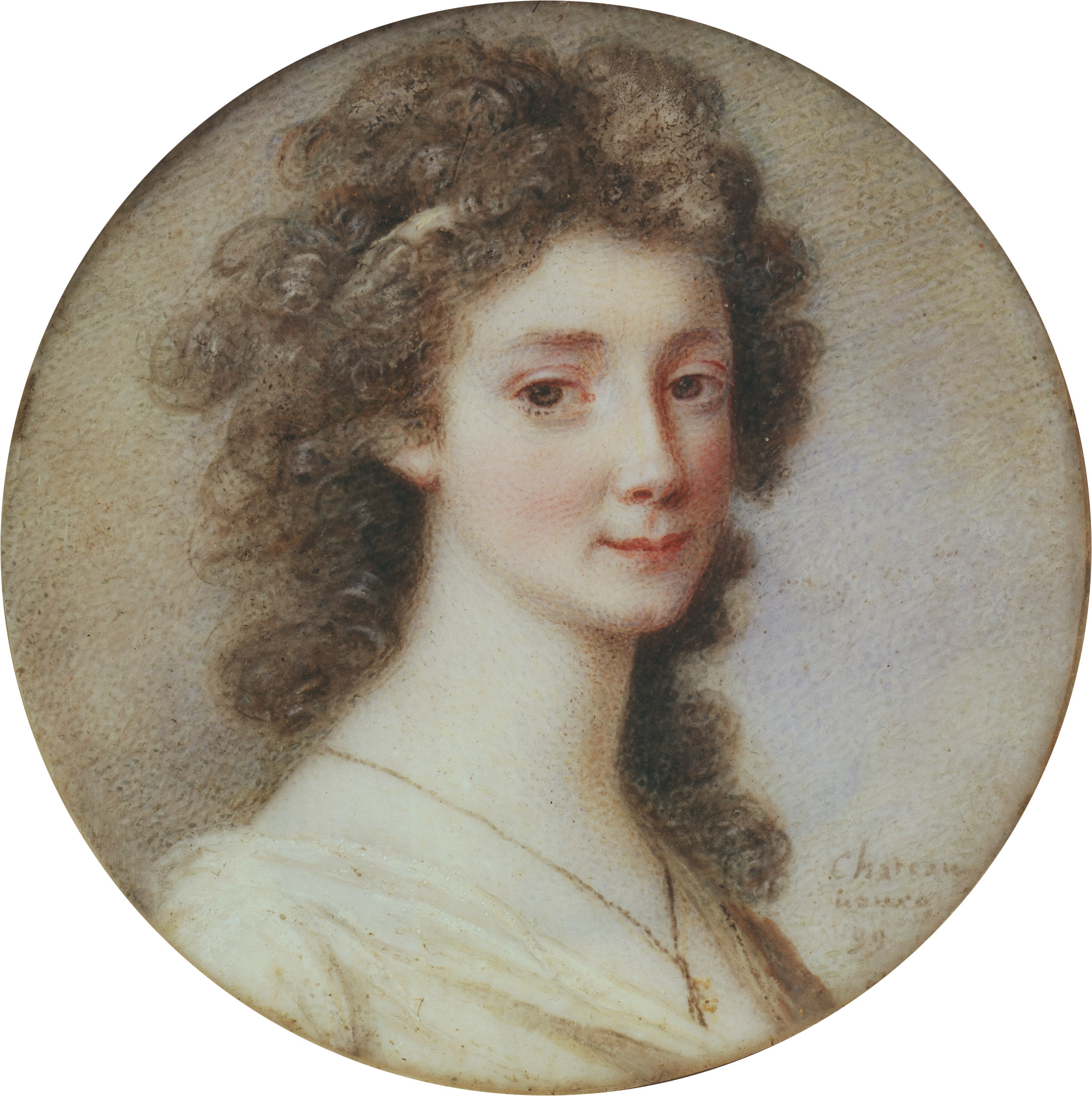
Axel von Fersens syster Sophie Piper. Målning av Charles Joseph de la Celle.

Efter fyra års utbildningsresa i Europa återvände Fersen julen 1774 till Stockholm, redo att ta plats vid Gustav III:s hov. Men det liv han mötte blev något annat än han väntat sig. Han fick snabbt en roll i det praktfyllda, men teatrala hovliv som Gustav III skapat efter fransk modell. Hovet präglades av konst, teater, maskeradbaler, spektakel och rollspel där adeln tvingas delta, ibland frivilligt, ibland under tvång. Fersen deltog i flera av kungens teaterpjäser och tablåer. Vid kungens rollspel spelade han allt från djurvisare till trollkarlen Merlin och deltog i riddartorneringar där kungen lät iscensätta medeltida fester. Fersen var inte ensam, både släkt och vänner medverkade, inklusive hans farbror Carl och systern Sophie. Under denna tid inledde han ett kärleksförhållande med hertiginnan Hedvig Elisabeth Charlotta av Södermanland, hertig Karls unga hustru, som i hans dagbok kallades för "La Petite". Hennes man var notoriskt otrogen och vid hovet uppmuntrades snarare än fördömdes erotiska förbindelser. Förhållandet blev dock kortvarig.
Samtidigt pågick en mer känslomässigt laddad historia mellan Fersens syster Sophie och hertig Fredrik, Gustav III:s yngre bror, som trots flera frierier till henne blev stoppad av hennes och Fersens far. Sophie blev djupt olycklig och gifte sig 1777 med greve Adolf Ludvig Piper, ett olyckligt äktenskap. Under dessa år i Sverige stärktes också relationen mellan Fersen och systern Sophie. Hon blev hans närmaste förtrogna och förblev den person han litade mest på livet ut. Hon gifte sig med greve Adolf Ludvig Piper, tog älskare, inklusive Fersens nära vän Evert Vilhelm Taube, och fick en framträdande roll vid hovet som hovmästarinna till hertiginnan Charlotta.
Fersen själv avancerade inom militären, blev stabskapten vid Lätta dragonkåren den 22 maj 1775 och tjänstgjorde på Stockholms slott. Men snart var det dags för honom att tänka på sitt eget äktenskap. Fadern hade planer på att sonen skulle gifta sig med Catherine Leijel, då hon hade kopplingar till ett mäktigt handelshus i London. Själv hyste Fersen inga djupare känslor för henne, men han såg de ekonomiska fördelarna. Han uttryckte i brev till fadern att han inte älskade henne, men var beredd att gifta sig för familjens skull. Den 16 april 1778 lämnade Fersen åter Sverige för att, under förevändning av att fria, söka sig tillbaka till London och framför allt Paris.

## Andra vistelsen i London och Paris (1778–1779)

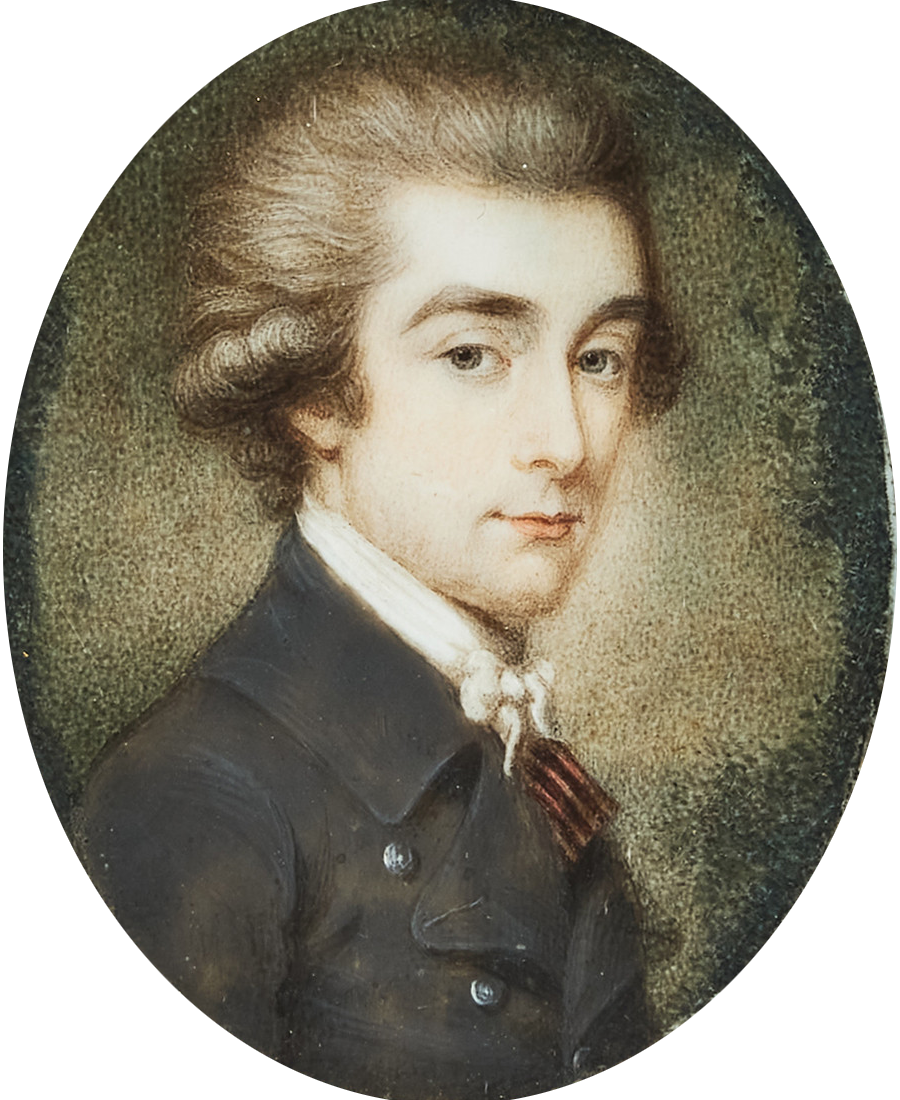
Porträtt av den 23-årige Axel von Fersen, målat i London under sommaren 1778. Nationalmuseum, Stockholm.

Mellan maj 1778 och april 1779 genomgick Axel von Fersen en tid präglad av personlig utveckling och nya karriärvägar. Under en vistelse i London friade han till Catherine Leijel, som avböjde med hänvisning till att hon inte ville lämna England. Hon gifte sig senare med en brittisk adelsman. Fersen blev besviken, men tycks samtidigt ha varit osäker på äktenskapet. Han uttryckte missnöje med det brittiska hovet och samhällets skick, särskilt mot bakgrund av konflikten med de amerikanska kolonierna. När krig bröt ut mellan Österrike och Preussen om Bayern, såg han en möjlighet att lämna England och bad sin far om tillstånd att ta värvning i Preussens armé. Ett annat alternativ var tjänst hos Marie-Antoinettes bror, kejsar Josef II, men innan han fick svar reste han vidare till Paris.
Den 21 augusti 1778 anlände Fersen till Paris, där han återupptog bekantskaper från sin tidigare vistelse. Han togs emot i salongerna hos Madame de Geoffrin och Madame du Deffand och bjöds in till hovet i Versailles. Där återknöt han bekantskapen med Marie-Antoinette, nu drottning av Frankrike och gravid i femte månaden med dottern Marie-Thérèse. När hon såg Fersen utbrast hon: "Åh, där är en gammal bekant!". Fersen blev en återkommande gäst vid hennes spelkvällar och i hennes lustslott Petit Trianon. Hans närvaro i hovet väckte uppmärksamhet, särskilt när han bar den svenska nationaldräkten. Deras vänskap, som byggde på gemensamma intressen och personlig respekt, väckte rykten. Fersen sågs som artig och reserverad, fri från hovintriger. Greve La Marck kritiserade drottningen för att hon umgicks med utlänningar, men hon svarade att dessa inte krävde något av henne. Fersen drog sig så småningom tillbaka från de mest offentliga tillställningarna med henne.
I februari 1779 insjuknade Fersen allvarligt. Han drabbades av svullna ben, magproblem och melankoli. Samtidigt intensifierades konflikten i Nordamerika. Frankrike stödde de amerikanska kolonierna genom ett förbundsfördrag den 6 februari 1778. Krig bröt ut mellan Frankrike och Storbritannien den 17 juni samma år. När Fersen tillfrisknade såg han en möjlighet till militär erfarenhet och anslöt sig till den franska expeditionskåren, som sommaren 1779 planerade ett anfall mot England med spansk hjälp. Han utnämndes genom Gustav III:s inflytande till adjutant hos överbefälhavaren Noël Jourda de Vaux. Anfallet ställdes dock in till följd av en rötsotsepidemi, vilket förde Fersen tillbaka till Paris.
Han valde därefter att ansluta sig till den franska styrka som skulle skickas till Amerika. Med stöd från ambassadör Creutz fick han den 23 mars 1780 tjänst som förste stabsadjutant hos general Rochambeau. Den 20 januari 1780 utnämndes han även till överste ("mestre de camp") vid det tyska infanteriet i fransk tjänst. Tack vare sina språkkunskaper i engelska kunde han också fungera som tolk åt generalen. Förberedelserna för resan till Amerika gjordes noggrant – trots sin militära roll reste han med betjänt, kammarjungfru och stalldräng. Av ekonomiska skäl sålde han sina hästar innan avfärden. I april 1779 lämnade han Paris för överfarten till Nordamerika.
Avresan föregicks av ett känslosamt avsked från Marie-Antoinette. Enligt ambassadör Creutz visade drottningen tydligt sin oro och sorg. Creutz rapporterade till Gustav III att han var övertygad om hennes känslomässiga band till Fersen, men berömde Fersens diskreta uppträdande. Fersens beslut att lämna Versailles ses ofta som ett försök att undvika skandaler och skydda både sitt och drottningens rykte. Kontakten mellan dem fortsatte i form av brevkorrespondens, vilket antyder en fortsatt viktig relation.

## Amerikanska frihetskriget (1780–1783)

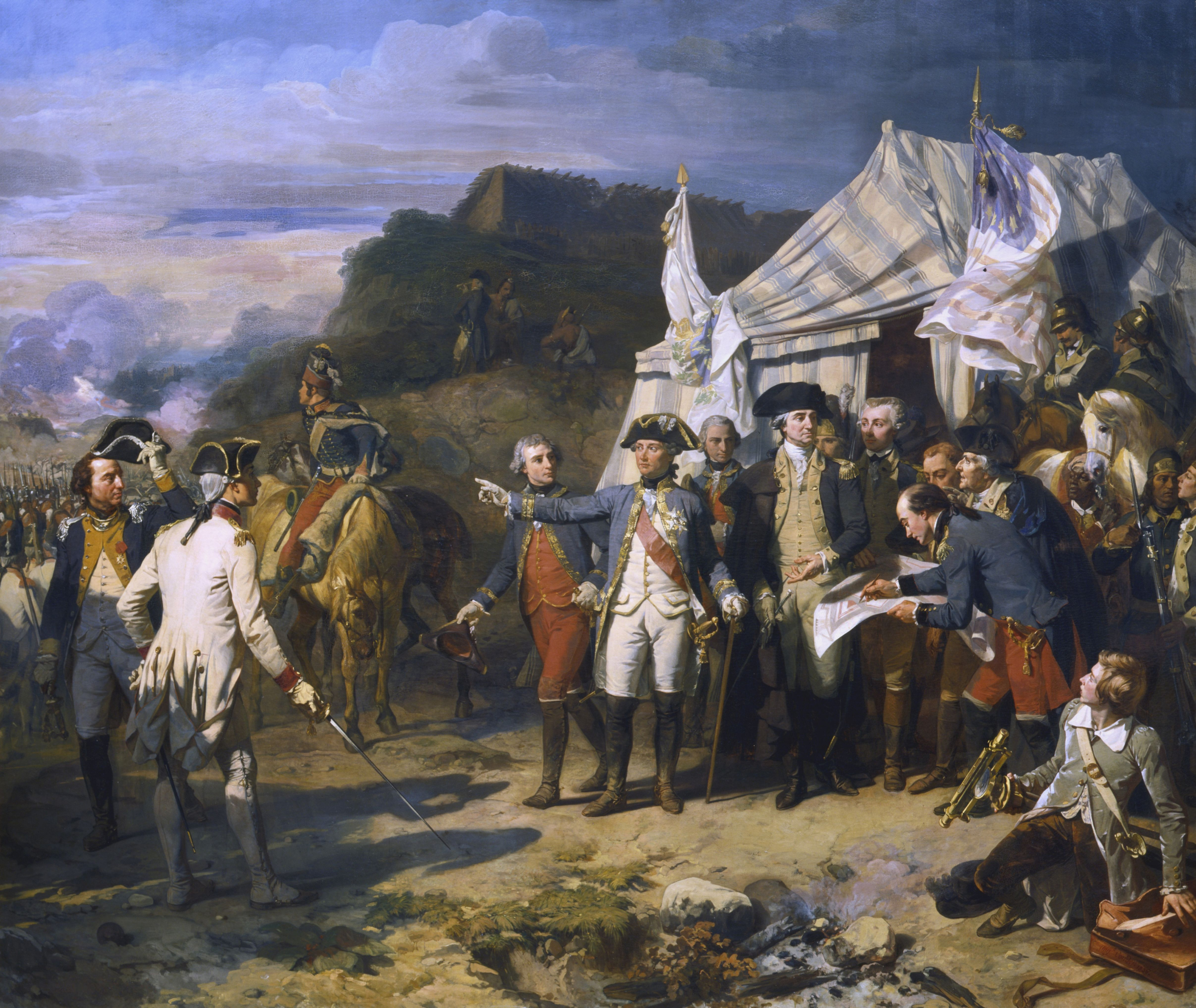
Bataille de Yorktown (1836) av Auguste Couder. Målningen visar den franske generalen Rochambeau, med George Washington på ena sidan och sin adjutant på den andra. Adjutanten är troligen Axel von Fersen.

Efter lång väntan i Le Havre och Brest kunde Fersen i april 1780 gå ombord på örlogsfartyget Jason. Först den 4 maj 1780 lämnade flottan hamnen. Resan till Rhode Island tog 70 dagar. Fersen delade hytt med två andra adjutanter, åt dålig mat och utsattes för hårt väder, stormar och en strid med brittiska fartyg vid Bermuda. Vid ankomsten till Newport den 11 juli 1780 blev trupperna fast i över ett år på grund av brittisk blockad. Trots frustration trivdes Fersen i staden, umgicks med bland andra Elisabeth Hunter och skrev flitigt hem till systern Sophie och fadern. Han verkade som generalens tolk, budbärare och främste adjutant. Fersen var imponerad av de franska trupperna och respekterade britterna, men såg ned på de illa organiserade amerikanska soldaterna. Han noterade lojalisternas inflytande och kritiserade amerikanernas kommersiella mentalitet, då de sålde varor till både fienden och sina allierade. Ett tag trodde han att Storbritannien kunde behålla sina södra kolonier.
I oktober 1780 reste Fersen till Hartford, där han mötte general George Washington. Han beskrev honom som kylig men imponerande, med ett sorgset uttryck. Fersen deltog som informatör i strategimöten mellan Washington och Rochambeau. Först i juli 1781 började den fransk-amerikanska armén marschera söderut från Newport, genom New Jersey och Philadelphia till Williamsburg. Marschen var krävande för Fersen, som sov utomhus utan filt, åt lite och tvingades även försörja sina tre tjänare. Han beklagade bristen på ansvar och klagade över sin underordnade position som adjutant. Trots detta var han stolt över Rochambeaus uppskattning av hans insatser och såg sig som disciplinerad. I Williamsburg samlades 15 000 soldater inför belägringen av Yorktown den 28 september 1781, där den brittiske generalen Cornwallis befann sig. Fersen arbetade i skyttegravarna och som sambandsman. Han undkom döden när en av hans hästar träffades av en kanonkula. Den 19 oktober kapitulerade Cornwallis, vilket i praktiken avslutade kriget. Fersen deltog i att räkna in över 7 600 brittiska krigsfångar och ett stort krigsbyte. För sina förtjänster utnändes Fersen samma år till riddare av den franska militärförtjänstorden samt riddare av den svenska Svärdsorden den 19 december 1781.
Till skillnad från många andra franska officerare stannade Fersen kvar i Amerika. Han ville meritera sig militärt och hade dessutom ett hemligt uppdrag från Gustav III att undersöka möjligheten för Sverige att förvärva en koloni i Amerika. Han reste runt i Virginia, skickade rapporter hem och undervisade en amerikansk familj i franska. Han blev vän med överste Armand-Louis de Gontaut Biron och deltog i kärleksäventyr. I sina brev beskrev han kulturkrockar, kritiserade plantageägarnas slavhållning och pekade på kontrasten till de frihetsideal som amerikanerna själva framhöll. Fersens ekonomi blev ansträngd. Han levde över sin lön och bad fadern om pengar. En detaljerad redovisning visade utgifter på 6 000 livres per år, motsvarande en fransk överstes lön. Trots svårigheterna var han uppskattad. Marie-Antoinette ordnade så att han utnämndes till ställföreträdande överste ("mestre de camp en second") vid det kungliga franska främlingsregementet Royal Deux Ponts den 27 januari 1782. Han blev även överste i svenska armén och kaptenlöjtnant i survivance vid Livdrabantkåren den 11 mars 1782.
När kriget närmade sig sitt slut beordrades Fersen till Karibien för nya uppdrag. Under färden till Små Antillerna drabbades flottan av stora förluster, och Fersen blev svårt sjuk. Han vistades länge i Puerto Cabello i Venezuela, vars hetta och fattigdom han föraktade. När beskedet om krigsslutet kom började han i april 1783 hemresan via Cap Français i Haiti. Under den två månader långa och påfrestande återresan reflekterade Fersen över sitt liv. Han skrev till fadern att Catherine Leijel var ett avslutat kapitel, då hon inte längre svarade på hans brev, och föreslog istället Germaine Necker, dotter till finansminister Jacques Necker, som nytt äktenskapsprojekt. Han önskade också köpa ett eget regemente, som hans far gjort i ungdomen. Fersen återvände till Frankrike den 17 juni 1783 efter över fyra års bortavaro. Redan den 2 juni hade han utnämnts till överstelöjtnant vid Lätta dragonkåren.

## Åter i Paris (1783)

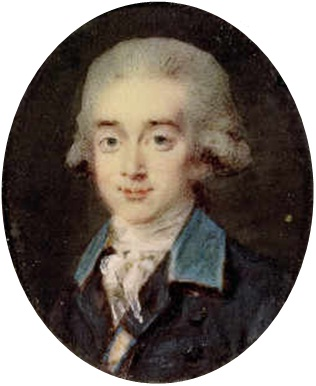
Porträtt av en ung Axel von Fersen av Noël Hallé.

Fersen anlände till Paris för tredje gången den 23 juni 1783, nu 27 år gammal, överste i både svenska och franska armén och med gott rykte efter insatser i det amerikanska frihetskriget. Under sommaren återupptog han kontakten med Marie-Antoinette, som då var gravid men senare drabbades av ett missfall på sin födelsedag den 2 november. Den 15 juli skrev han i sin dagbok att han gick "till Henne", drottningen, i Versailles. Deras möte sammanföll med hennes svaga hälsa och oro kring tronföljden, då kronprinsen Louis Joseph var sjuklig. I denna kontext utvecklades en relation mellan dem som flera historiker betraktar som kärleksfull, möjligen även fysisk. Deras band präglades av tillgivenhet och förtroende, förstärkt av Fersens lojalitet och diskretion. Samtida vittnesmål, exempelvis från Elizabeth Foster och Adèle d'Osmond, antyder att de var älskare under flera år. Som ett tecken på sin kärlek beställde han till henne 1783 en avancerad klocka från den schweiziske urmakaren Abraham-Louis Breguet.
Under vistelsen bodde Fersen hos Erik Magnus Staël von Holstein, Sveriges nye ambassadör i Paris, som planerade att förlova sig med Germaine Necker. Fersen, som tidigare övervägt att fria till Germaine, uttryckte nu förakt för henne. Samtidigt sökte han en ny militär position. Tjänsten som regementschef ("mestre de camp propriétaire") för Royal suédois, ett svenskt främlingsregemente i fransk tjänst, blev aktuell. För detta krävdes ett ackord på 100 000 livres och kungligt godkännande. Marie-Antoinette engagerade sig direkt och skrev till Gustav III, som i sin tur kontaktade Fersens far. Konflikten med fadern blev hård. Denne ansåg att sonens livsstil var kostsam och självisk, och hänvisade till tidigare utgifter på över 300 000 livres som hotade familjens ekonomi. Fersen svarade med att försvara sina uppoffringar, sin krigstjänst och lojalitet. Han vädjade till faderns rättvisa och förståelse. Trots meningsskiljaktigheterna fick han slutligen godkännande från både fadern och kungen. Men den ekonomiska bördan fortsatte att tynga relationen.
Den 21 september 1783 utnämndes han officiellt till regementschef för Royal suédois. Fersens band till drottningen och kungahuset blev nu inte bara känslomässiga utan även politiska. I brev till sin syster Sophie uttryckte han sin tillgivenhet: om han inte kunde vara med "den enda som verkligen älskar mig", ville han inte gifta sig alls. Han föreslog till och med att systern kunde inta en plats liknande en hustrus om föräldrarna en dag inte längre fanns.

## Gustav III:s italienska resa (1783–1784)

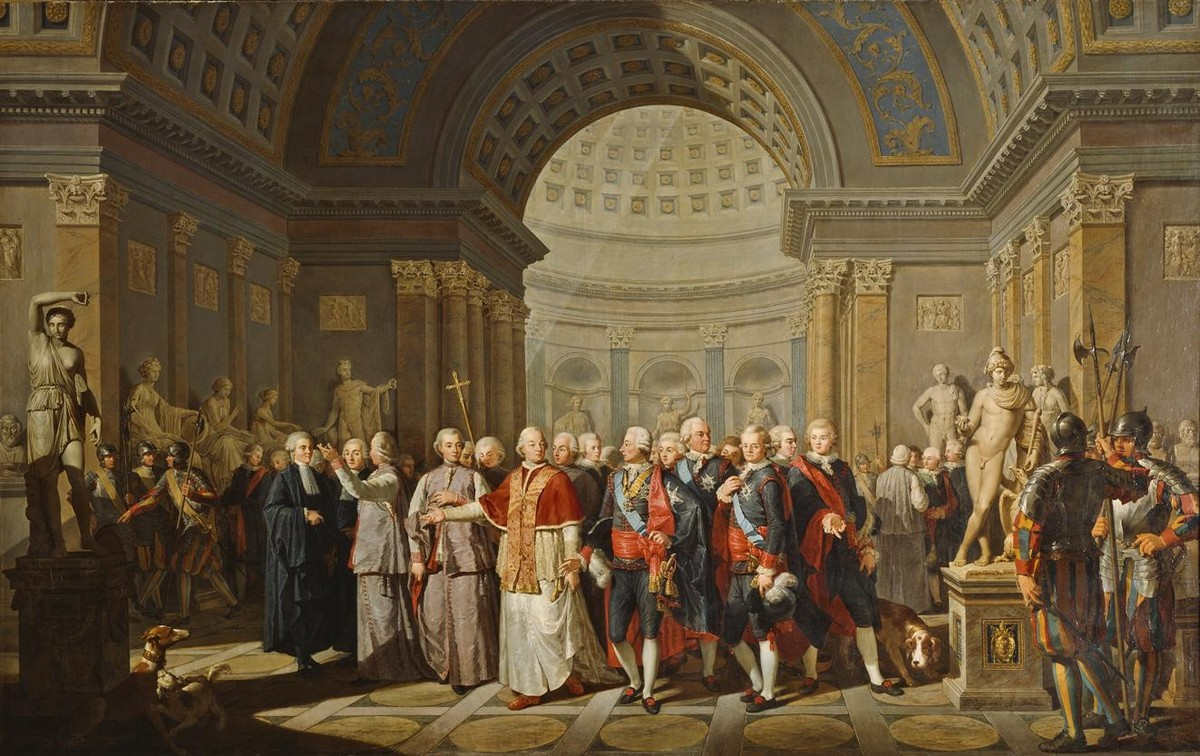
Påven Pius VI visar Gustav III det vatikanska skulpturgalleriet på nyårsdagen 1784. I kungens följe finns bland annat Axel von Fersen. Målning av Benigne Gagneraux.

Den 20 september 1783 lämnade Fersen Paris. Gustav III var på en åtta månader lång resa genom Europa och beordrade Fersen att ansluta till hans uppvaktning. För Fersen innebar det att skjuta upp återföreningen med sin familj, som han inte sett på flera år, och istället bli en ofrivillig del av en utdragen och kaotisk europeisk rundresa. Han anslöt sig till kungen i oktober 1783 i Erlangen. Följet som reste med kungen var ett urval av unga hovmän, däribland Fersens vän Taube. Under resan skrev Fersen regelbundet brev till Marie-Antoinette genom en mellanhand, "Joséphine", vilket ytterligare antydde ett nära och dolt förhållande.
Men trots sina känslor för Marie-Antoinette inledde Fersen under resan nya relationer. I San Giuliano roade han sig med en kvinna som han i ett brev till fadern refererade till i svepande ordalag. Sedan följde en intensiv romans i Florens med Emily Gore, svägerska till den brittiske lorden Cowper. Fersen och Emily brevväxlade efter att han lämnat staden, och han skickade hela fjorton brev under fyra månader. Förhållandet bröts abrupt i april 1784, troligen på grund av klasskillnader och faderns förväntningar. I ett brev till Emily meddelade han att "det inte kan hända", och bad Cowper trösta henne. Han träffade flera av Marie-Antoinettes syskon och deltog i praktfulla ceremonier, bland annat i Rom, där Gustav III och kejsar Josef II tog nattvarden tillsammans i Peterskyrkan. I Neapel fick Fersen Cincinnatusorden av de amerikanska rebellerna, vilket upprörde Gustav III. Fersen fick till slut gå med på att aldrig bära orden i kungens närvaro. Han deltog i umgänget med Neapels societet och träffade lady Elizabeth Foster, en olycklig men bildad kvinna. Mellan dem utvecklades ett förtroligt förhållande. Fersen berättade i brev till Sophie att han uppskattade Fosters vänskap och att hon litade på honom. När följet anlände till Venedig i maj 1784, hölls karnevalen exklusivt för Gustav III:s skull. För Fersen blev det åtta dagar av oavbrutna nöjen, maskerader, operor och galamiddagar.
Resan avslutades i juni 1784 i Paris, där Gustav III och Fersen fick bevittna när Sverige och Frankrike undertecknade ett fördrag. Sverige fick sex miljoner livres i subsidier och en koloni: den lilla, obetydliga ön Saint-Barthélemy i Västindien. I Versailles deltog Fersen i en rad festligheter, men mest minnesvärd var festen i Petit Trianon den 21 juni. Kvällen inleddes med en teaterföreställning och avslutades med middag i paviljonger, promenader i drottningens upplysta trädgård och ett sagolikt sceneri som påminde om den grekiska drömvärlden, de elyseiska fälten. Marie-Antoinette visade stor värme mot svenskarna och firade sin svenske gunstling Fersen. Fersen blev både yr och utmattad av alla nöjen han var med om. Den 27 mars 1785 födde drottningen en son, Louis-Charles (den blivande Ludvig XVII).

## Hovlivet i Sverige och Paris (1784–1787)

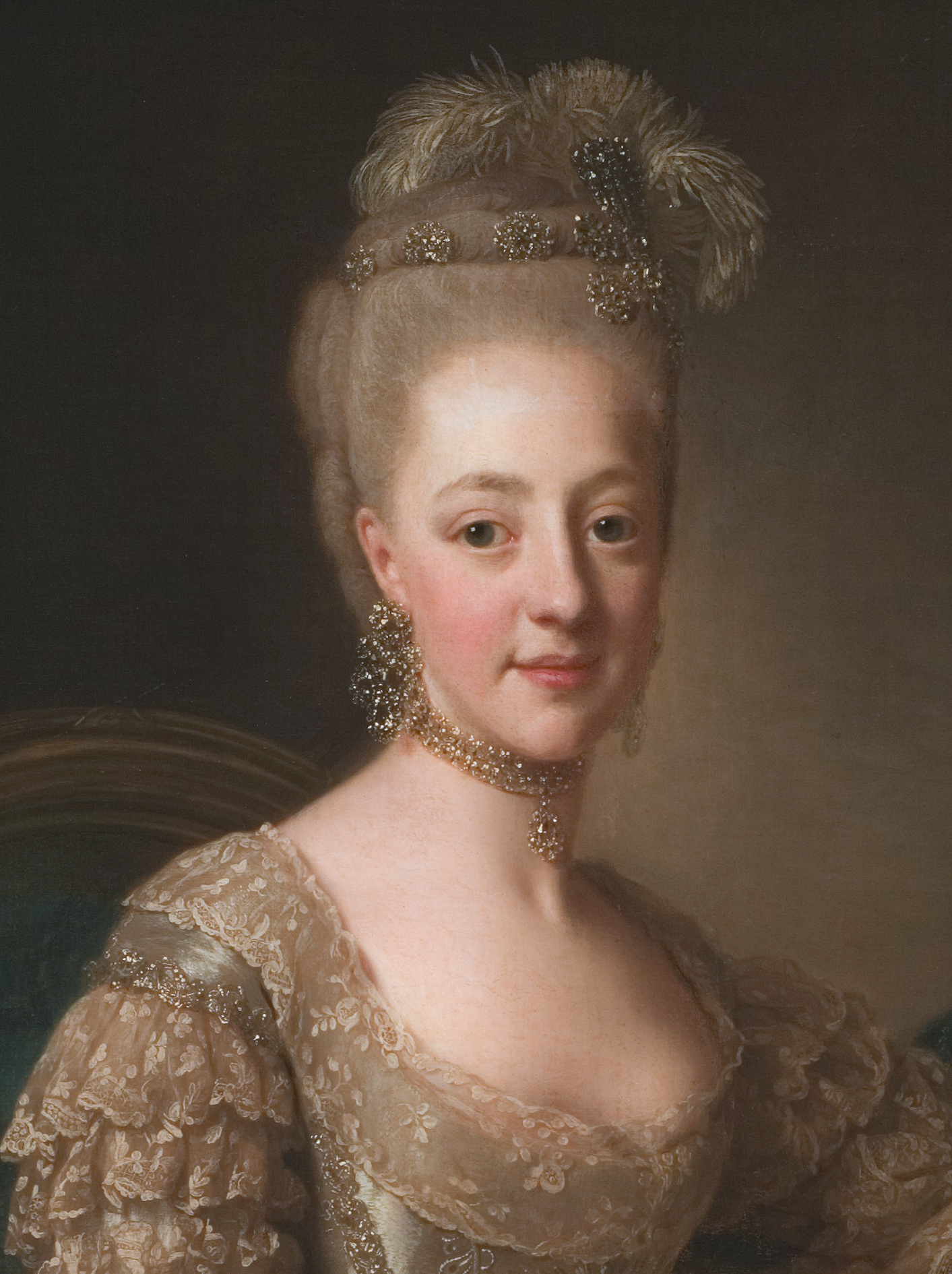
Hedvig Elisabet Charlotta (1775) under hennes tid som hertiginna. Porträtt av Alexander Roslin.

Fersen avreste med Gustav III den 19 juli 1784 och anlände oväntat till Stockholm redan den 2 augusti, efter att kungen slagit vad med Ludvig XVI om att hinna hem inom tjugo dagar. Kungen blev besviken över det uteblivna mottagandet. Fersen levde vid hovet men kände sig främmande. Han fortsatte sin brevväxling med Marie-Antoinette och Elizabeth Foster. Samtidigt rådde Hungersnöd och krigsoro med Danmark, vilket gjorde stämningen i riket dyster. Gustav III isolerade sig i en teatralisk hovvärld. Fersens far kallade 1784 ett olyckligt år. Fersen återvände till sitt barndomshem i Stockholm och till Ljung, där fadern lät bygga en ny herrgård. Sommaren tillbringade han med systern Sophie och grevinnan Eva Löwen, men vilan blev kort. Gustav III kallade honom åter till hovet. Vintern 1784 och 1785 tillbringade Fersen vid Gripsholms slott med kungens hov, där han umgicks med Sophie, hertiginnan Charlotta och fortsatte skriva till Marie-Antoinette.
I april 1785 reste Fersen till Paris för att ta kommandot över Royal suédois. Han återvände dit den 10 maj och träffade Marie-Antoinette i hemlighet. Han deltog i hennes kvällsaktiviteter och åt middag med henne och hovdamen madame d'Ossun. I breven till systern beskrev han drottningen som kärleksfull och modig, kallade henne "mon amie" och skickade en hårlock från henne till Sophie. I augusti började han tjänstgöra med sitt regemente i Landrecies, senare även i Valenciennes och Maubeuge, där han organiserade 1 400 soldaters disciplin och utbildning. Han planerade att möta grevinnan Löwen i Spa, men avstod när han fick veta att Emily Gore, hans tidigare kärlek, var där. Detta ledde till misstankar hos Löwen, som trodde att han undvek henne. Efter 7 september 1785 försvann hon ur hans brevväxling, med undantag för ett brev året därpå. Istället reste Fersen med sin bror Fabian till Saint-Amand-les-Eaux och senare till Paris, där Fabian följde med till hovet i Fontainebleau.
Under denna tid sjönk kungafamiljens popularitet, särskilt efter den så kallade "halsbandsaffären". Sommaren 1785 blev Marie-Antoinette gravid med sitt fjärde barn, Marie-Sophie, mindre än ett år efter den förra prinsens födelse. Detta väckte spekulationer om Fersen kunde vara far till Louis-Charles. År 1786 dekorerades Fersen med Sankt Ludvigsorden och var vittne vid vännen Staël von Holsteins bröllop med Germaine Necker, som startade en inflytelserik politisk salong i Paris.

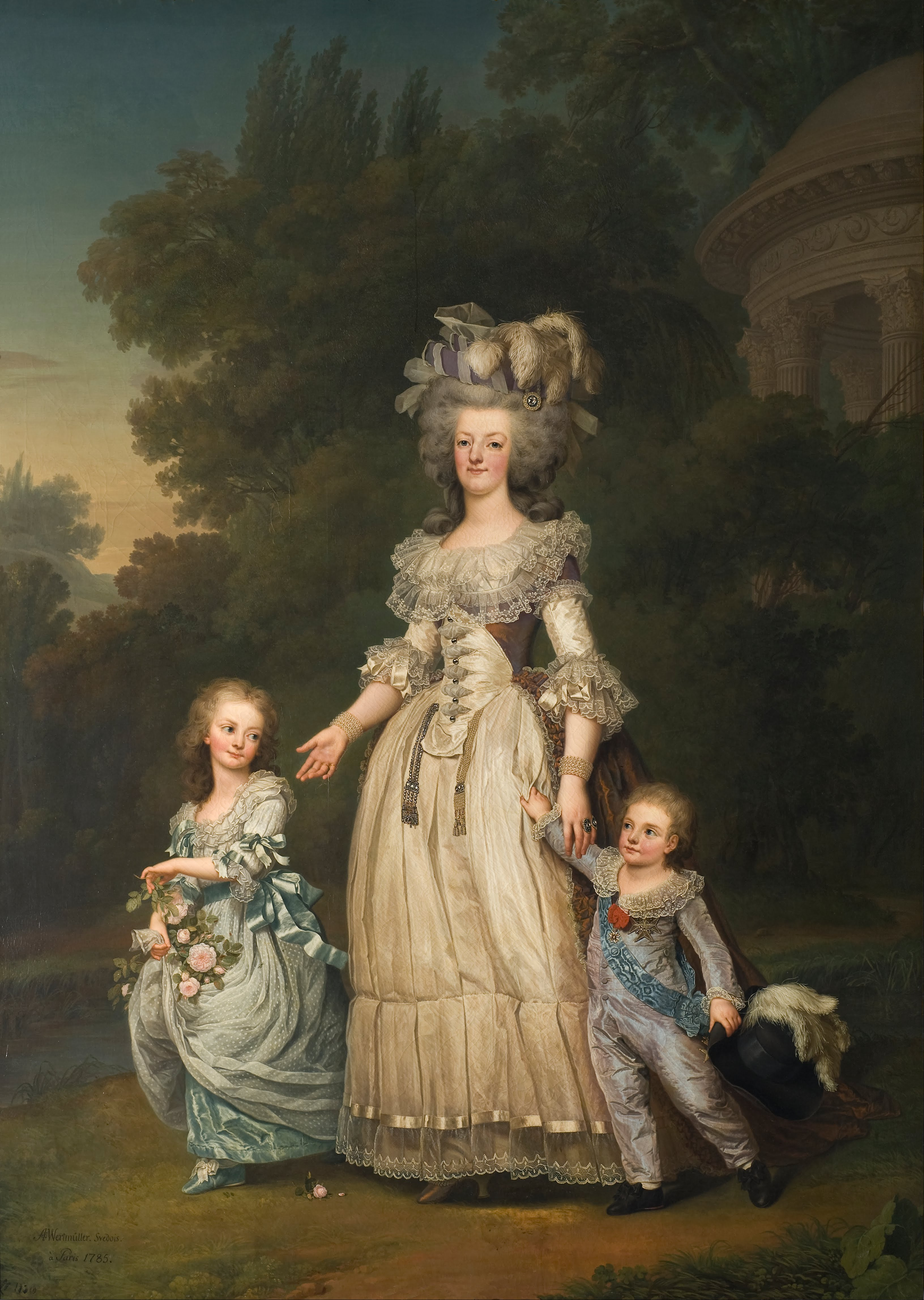
Marie-Antoinette tillsammans med sina barn, prinsessan Marie-Thérèse och kronprinsen Louis Joseph. Målning (1784) av Adolf Ulrik Wertmüller.

Under sommaren återvände Fersen till Stockholm och lämnade en höggravid Marie-Antoinette bakom sig. Han hade lovat Gustav III att tjäna i Sverige. Vid hovet återknöt han kontakten med hertiginnan Charlotta, som fann tröst och passion i honom. Hon skrev till Sophie om sina känslor och använde täcknamnet "Lou" för honom. Relationen blomstrade under hösten och vintern 1786 och 1787. De deltog i baler, teaterbesök och operaföreställningar, men förhållandet präglades av diskretion. Charlotta var djupt förälskad och uttryckte detta i brev och dagböcker. Axel var mer återhållsam, men erkände i sin dagbok att han en gång älskat henne. En orsak till hans reservation var hänsyn till brodern Fabian, som samtidigt hade ett förhållande med Charlotta, något hertig Karl kände till och accepterade. Trots känslomässiga och fysiska närmanden valde Fersen ofta att avstå. Charlottas ihärdighet beskrevs av honom som nästan förföljande. Hon skickade små brev under teaterföreställningar och försökte återfå hans kärlek, men han förblev distanserad. Samtidigt deltog han i hovets politiska liv. Sommaren 1786 närvarade han vid en ceremoni i Haga, där Gustav III lade grundstenen till ett nytt slott.
Fersen återvände till Paris i maj 1787 med brev från Gustav III till det franska kungaparet. Han bevistade avslutningsceremonin av den franska notabilitetsförsamlingen och rapporterade till sin far om Frankrikes ekonomiska kris och behovet av hovreformer. Versailles präglades av djup kris: statsfinanserna kollapsade, reformer från finansminister Charles Alexandre de Calonne misslyckades och hovets utgifter skars ned, inklusive Fersens lön. Samtidigt fördjupades hans relation till Marie-Antoinette. Deras korrespondens visade att de diskuterade både politik och privata frågor, och Fersen fick tillgång till en bostad nära hennes våning i Versailles. Enligt vittnesmål sågs de ofta tillsammans i Trianon-parken. Inrikesminister François-Emmanuel Guignard de Saint-Priest noterade att Ludvig XVI accepterat relationen efter att drottningen själv tagit upp ryktesspridningen. Sommaren 1787 förlorade Marie-Antoinette sin dotter Sophie, vilket blev ett hårt slag. Fersen stannade en vecka efter dödsfallet för att stötta henne. Kort därefter började de använda osynligt bläck i sin brevväxling, vilket tyder på oro för övervakning.
Under hösten 1787 återvände Fersen till sitt regemente i Maubeuge, men han planerade att tillbringa vintern i Versailles. Räkenskaper från hovet visade att en kakelugn installerades i hans bostad nära drottningens rum, en indikation på hans fortsatta närhet till hovet. Hovlivet blev mer privat; Fersen deltog i mindre sällskap med drottningen och hennes närmaste. Den 17 december 1787 utnämndes han till kaptenlöjtnant vid Livdrabantkåren och överstelöjtnant vid adelsfanan.

## Gustav III:s ryska krig (1787–1788)
Samtidigt planerade Gustav III i Sverige ett krig mot Ryssland, trots bristande stöd från riksdagen. Enligt Fersens brev den 3 juli 1788 hade ryska styrkor angripit gränsposteringar i Finland, enligt rapporter från överste Berndt Johan Hastfer och landshövdingen Simon Wilhelm Carpelan. Fersen kallades hem i förväg och anlände i juli 1788 till Stockholm. Han deltog i militära övningar och följde med kungens flotta mot Finland. Den 17 juli deltog han i sjöslaget vid Hogland, där svenska och ryska flottor drabbade samman utan tydlig seger. Därefter blev han en av kungens närmaste rådgivare i Finland, tillsammans med Gustaf Mauritz Armfelt och Taube.
Kriget innebar stora svårigheter för de svenska soldaterna. Missnöjet kulminerade i Anjalaförbundet, där fler än hundra officerare krävde fred. Fersen, då i Lovisa, uttryckte i brev oro över arméns tillstånd och misstro mot kungens ledarskap. Han beskrev Gustav III som förtvivlad och svår att påverka. Samtidigt hotade Danmark Sverige genom Teaterkriget och närmade sig Göteborg. Gustav III visade handlingskraft: han reste med Fersen till Stockholm den 2 september och fortsatte sedan ensam till Dalarna för att mobilisera frivilliga dalkarlar, samtidigt som Fersen skickades till Göteborg. Staden räddades utan strid tack vare diplomatiska ingripanden.
Fersen tillbringade en kort tid på familjegodset Mälsåker, men utvecklingen i Frankrike föranledde Gustav III att åter kalla honom i diplomatisk tjänst. Kungen ville att Fersen skulle rapportera direkt från Versailles. Fersen reste omedelbart: den 21 oktober 1788 lämnade han Göteborg med brev till det franska kungaparet.

## Franska revolutionen (1788–1792)

### Revolutionens inledning

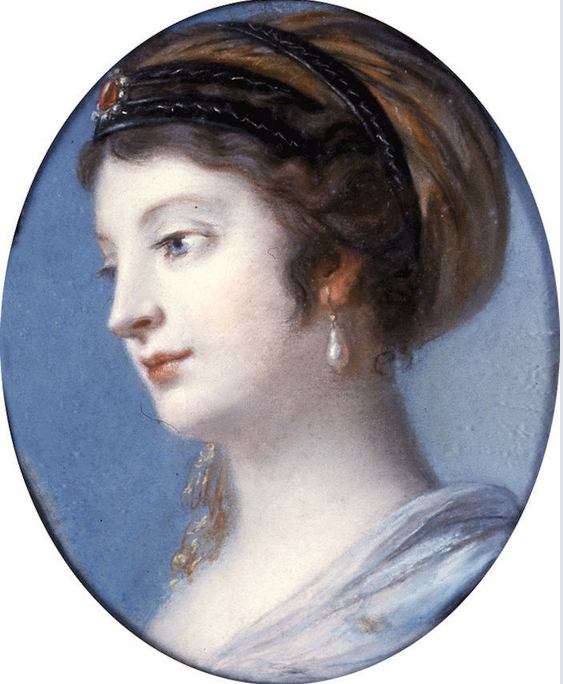
Eleanor Sullivan (1775) av okänd konstnär.

Den 6 november 1788 anlände Axel von Fersen till Paris som hemlig rapportör utsänd av Gustav III. Vinterkylan förvärrade situationen för Paris fattiga – med brist på spannmål, höga brödpriser och oro i samhället. Fersen rapporterade detta i brev till sin far. Han bosatte sig i Versailles och återupptog kontakten med Marie-Antoinette. Trots de politiska spänningarna förstod varken han eller drottningen omfattningen av krisen. Inledningsvis stödde Fersen vissa reformer, som ett starkare tredje stånd. Under våren och sommaren 1789 följde Fersen utvecklingen nära. Han noterade hur pamfletter och politiska diskussioner nådde alla samhällsskikt. Förhoppningarna på generalständernas återkallande var stora. Samtidigt stärktes hans band till Marie-Antoinette, särskilt under den period då hennes son, dauphinen, var svårt sjuk och dog den 4 juni. Fersen stannade kvar nära hovet trots att hans far i Sverige hade fängslats efter riksdagskonflikter med Gustav III. Händelsen skakade honom, men han förblev lojal efter samråd med fadern.
Den 14 juli 1789 stormades Bastiljen, vilket markerade början på den franska revolutionen och slutet för Fersens tjänstgöring som regementschef för Royal suédois. Fersen rapporterade om lynchningen av guvernören Bernard-René de Launay och oroade sig över våldets omfattning. Den 5 oktober marscherade tusentals kvinnor från Paris till Versailles. Fersen red i förväg för att varna hovet och avrådde drottningen från att visa sig. Trots förberedelser stormades slottet dagen därpå. Två livvakter dödades och kungafamiljen fördes till Tuilerierna, där de levde under bevakning av nationalgardet under generalmajor Lafayette. Fersen deltog i följet men avråddes av inrikesministern Saint-Priest från att stanna, för att inte skada drottningens rykte. Trots riskerna återkom Fersen regelbundet till Tuilerierna och flyttade in i ett hotell i närheten. Han hjälpte Yolande de Polignac att fly staden i förklädnad och hade fortsatt tillgång till drottningen via en obevakad passage godkänd av Lafayette. På julafton 1789 tillbringade han hela dagen med Marie-Antoinette, ett ögonblick han beskrev som starkt känslomässigt. Även om deras relation var känd inom hovet, var det oklart hur mycket Ludvig XVI visste om deras möten. Enligt svenska källor såg kungen ändå Fersen som lojal och användbar.
Vid årsskiftet 1790 utnämndes Fersen av Gustav III till "särskild minister", vilket gav honom officiellt mandat att agera Sveriges kontakt med kungaparet. Han rapporterade om den växande laglösheten i Paris och uttryckte beundran för Marie-Antoinettes mod. Många aristokrater lämnade Frankrike, men Fersen stannade och förblev därmed lojal mot både sin roll och drottningen. Genom den ryske ambassadören Ivan Simolin introducerades han till den skotske författaren Quintin Craufurd och dennes partner, kurtisanen Eleanor Sullivan. Sullivan blev efteråt Fersens älskarinna, ett förhållande som pågick länge. Hon var född i Italien och tidigare älskarinna till kejsar Josef II. Trots detta var Marie-Antoinette fortfarande Fersens känslomässiga och politiska centrum.
Under våren 1790 fick kungafamiljen tillfälligt vistas på Saint-Cloud och Fontainebleau. Fersen bodde i Auteuil nära slottet hos greve Valentine Esterhazy och hertig Jacques Charles de Fitz-James, vilket möjliggjorde hemliga möten med Marie-Antoinette. Enligt Saint-Priests memoarer sågs han lämna slottsområdet i gryningen flera gånger. När ministern påpekade detta för drottningen svarade hon att han gärna fick säga det till Fersen, då hon själv inte brydde sig. Drottningen försökte vid denna tid knyta kontakter med Mirabeau för att rädda monarkin i konstitutionell form. Fersen var skeptisk till sådana kompromisser och förespråkade istället flykt. Samtidigt förändrades Frankrike snabbt. Kyrkan underställdes staten, adelns privilegier avskaffades och monarkins makt reducerades drastiskt. I slutet av året var det tydligt att kungafamiljen blivit politiskt maktlösa fångar och att Nationalförsamlingen hade tagit makten. Fersen insåg att det krävdes en dramatisk insats.

### Flykten till Varennes

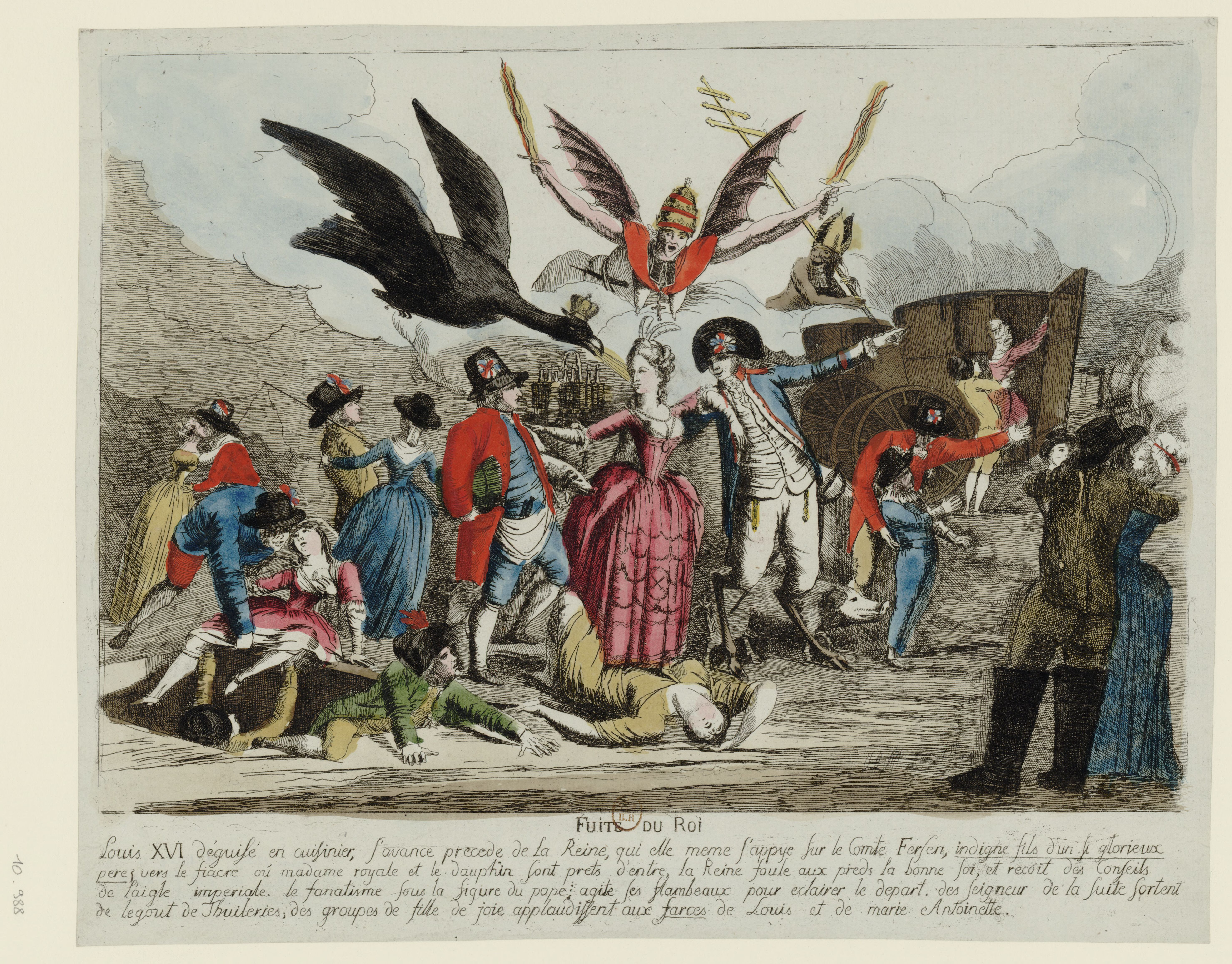
Samtida porträtt föreställande den misslyckade flykten till Varennes. Under porträttet står följande inskription på franska: Kungens flykt: Ludvig XVI, utklädd till kock, närmar sig, föregången av drottningen, som själv lutar sig mot greve Fersen, en ovärdig son till en så ärorik far.

Våren 1791 förändrades Axel von Fersens liv dramatiskt. Mirabeaus död den 2 april 1791 berövade kungahuset hoppet om en konstitutionell lösning. När kungaparet hindrades att resa till Saint-Cloud för påskmässa, efter att soldater vägrat lyda order, insåg både Marie-Antoinette och Fersen situationens allvar. Han föreslog återigen flykt till en befäst stad nära gränsen. Kungaparet, som nu helt litade på honom, gav Fersen ansvaret att organisera flykten. Han inledde ett minutiöst och hemligt arbete. Hans hemliga brevkorrespondens med Marie-Antoinette skedde med chiffer, symmetrisk kryptering, osynligt bläck och kodnamn.
Fersen samarbetade med ministern Louis Auguste Le Tonnelier de Breteuil, den österrikiske ambassadören Florimond Claude de Mercy-Argenteau och general François-Claude de Bouillé samt flera utlandsstationerade rojalister. Fersen organiserade vagnar, kuskar, förklädnader och pass, varav flera utfärdades via ryska ambassaden. Han tog personligt lån för att finansiera operationen. Vagnen beställdes i baronessan von Korffs namn. Enligt Fersen var den diskret, trots myter om lyx. Ett stort hinder var drottningens krav på att ta med hela följet, inklusive hovdamer, barn och frisör: totalt tretton personer. Resan till Montmédy nära gränsen krävde 136 hästar och tolv skjutsstationer. Fersen fick smycken och pengar från Marie-Antoinette för deposition i Bryssel. Vagnen provkördes i hemlighet och gömdes hos hans älskarinna Eleanor Sullivan. Kungen och drottningen reste under falska identiteter: drottningen som guvernant, kungen som betjänt, med pass undertecknat av Ludvig XVI själv.
Flyktförsöket inleddes natten till den 21 juni 1791. Fersen, utklädd till kusk, körde vagnen genom Paris. Marie-Antoinette försenades men familjen förenades till slut. I Bondy skedde första hästbytet. Där lämnade Fersen dem, enligt kungens vilja – han ville inte bli räddad av sin hustrus utpekade älskare. Fersen red mot Österrikiska Nederländerna för att möta Gustav III, som hade rest till Aachen för att möta det flyende kungaparet. Han trodde allt gått väl, men verkligheten blev en annan. Vagnen försenades av tekniska problem och missade anslutningar. I Sainte-Menehould kände postmästaren Jean-Baptiste Drouet igen drottningen. Han slog larm i Varennes, där familjen identifierades och arresterades. Fersen nådde Bryssel där han mottog beskedet om det misslyckade försöket. I sin dagbok uttryckte han förtvivlan över kungens obeslutsamhet och officerarnas passivitet. I ett brev till sin far skrev han:
| ” | "Allt är förlorat, min käre far, och jag är förtvivlad. Kungen har arresterats i Varennes, 16 mil från gränsen. Döm om min smärta och ha medlidande med mig." | „ |

Hjälten blev i stället postmästaren Drouet, som hyllades i Paris. För Fersen var det ett bittert nederlag. Trots minutiös planering, lojalitet och personlig insats hade han misslyckats, men hans trohet mot kungaparet förblev orubbad.

### Ambassadör i Bryssel och Gustav III:s kontrarevolution

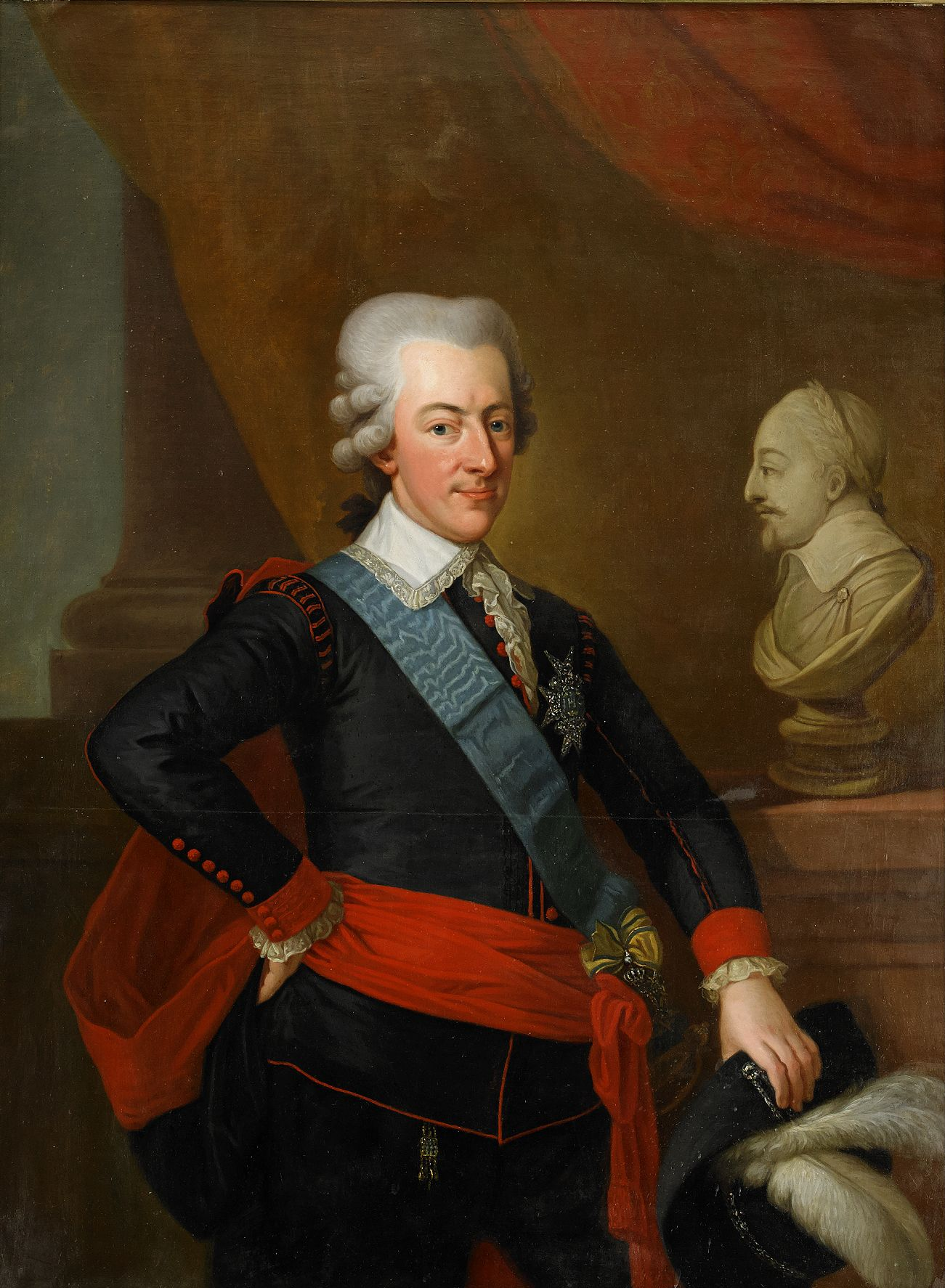
Gustav III (1783) av Per Krafft den äldre.

Axel von Fersen anlände till Bryssel den 25 juni 1791, samma dag som Marie‑Antoinette återvände till Paris, enligt överenskommelse med kungaparet. Han inledde vistelsen med att besöka Eleanor Sullivan, med vilken han ofta diskuterade planer för kungafamiljens befrielse. Han ogillade den offentliga uppmärksamheten och sände två dagar efter ankomsten ett brev till drottningen med ett utkast till fullmakt. Denna skulle ge greven av Artois (den blivande Karl X) eller baron de Breteuil obegränsade befogenheter att agera för kungens räkning i hans frånvaro. Fersen uttryckte osäkerhet kring vem som var bäst lämpad.
Sommaren 1791 var Fersen upptagen med att planera en ny räddningsaktion samt mobilisera Europas monarkier mot den franska revolutionen. Han reste från Bryssel till Spa för att träffa Breteuil, vidare till Aachen där han konspirerade med Mercy, Gustav III och Craufurd för att skapa militärt tryck vid Frankrikes gränser. Uppdraget från Gustav III var att kontakta kungens bröder, greven av Provence (den blivande Ludvig XVIII) och greven av Artois i Koblenz, samt att förhandla med kejsar Leopold II. Fersen utnämndes till hemlig svensk ambassadör med syfte att ena Europas furstar. Medan Ludvig XVI förespråkade konstitutionell monarki, ville hans bröder ha militärt ingripande och återinförd absolut monarki. Fersen förlitade sig på Gustav III:s stöd. I ett brev till England beskrevs Fersen som "bekant som drottningens älskare".
Fersen stannade i Wien mellan augusti och oktober 1791, men han insåg att furstarna inte var villiga att agera. Kejsaren väntade på kejsarinnan Katarina den stora och kung Karl IV:s inställning. Fersen ansåg att endast en överväldigande armé kunde rädda kungafamiljen, men kejsaren var passiv och militärplanerna förhalades. I Prag uttryckte Fersen besvikelse över kejsarens och Wenzel Anton Kaunitzs hållning. Gustav III förväntade sig Leopolds stöd, men resultatet blev bara Pillnitzdeklarationen, ett symboliskt krav på europeiskt stöd. Åtgärder sköts upp till våren.
Samtidigt försökte Gustav III från Stockholm rädda den franska kungafamiljen. Han erkände greven av Provence som regent, men ville själv kontrollera de militära insatserna. Planen innebar att svenska och ryska trupper skulle landsättas i Oostende och marschera mot Paris. Kungen och Fersen var dock oense om flyktstrategin: Gustav III ville att kungen flydde ensam, medan Fersen varnade för att lämna drottningen och dauphinen som gisslan. I oktober återvände Fersen till Bryssel. Relationerna med Craufurd blev spända. Rykten om ett kärleksförhållande med Eleanor Sullivan spreds, något som bekymrade hans syster Sophie. Fersen bedyrade sin lojalitet till drottningen. Breven mellan Fersen och Marie-Antoinette skickades i chiffer och smugglades via böcker, kakburkar och hattfoder, ofta genom Sullivan och hennes hushåll.
Vid årsskiftet 1792 försökte Fersen återfå kontakt med Marie-Antoinette, trots hennes oro för hans säkerhet. Den 21 januari godkände hon ett möte. Tidigare hade han fått en ring av henne med inskriften "Feg är den som övergiver dem (kungaparet)". I februari reste Fersen som diplomatkurir till Paris med falska papper, tillsammans med Anders Fredrik Reuterswärd. De nådde Paris på två dagar och Fersen tog sig via kontakter till Tuilerierna. Han mötte Marie-Antoinette den 13 februari – deras första möte på åtta månader. Han skrev att han "stannade där", en rad som senare ströks. Historiker och författare som Antonia Fraser, Stefan Zweig, Vincent Cronin och Kristina Ekero Eriksson har tolkat detta som att de tillbringade natten tillsammans. Dagen därpå mötte han Ludvig XVI, som först avvisade flyktplanerna, men gick med på det om de allierade närmade sig Paris. De diskuterade politiken och misslyckandet i Varennes.
Den 14 februari tog Fersen farväl av Marie-Antoinette, vilket blev deras sista möte. Han gömde sig tre dagar hos Craufurd, tillsammans med Sullivan. För att vilseleda myndigheterna skrev han att han rest till Tours. Den 21 februari påbörjade han och Reuterswärd återresan. De skaffade vinterkläder och kurirpass, reste vid midnatt genom snö, och ifrågasattes vid gränsen. Tack vare kusken och Reuterswärds förklaringar fick de resa vidare. De kastade sina revolutionära kokarder och nådde Bryssel den 25 februari, frusna men oskadda.

## Fersens förluster (1792–1794)

### Gustav III:s död och franska revolutionskriget

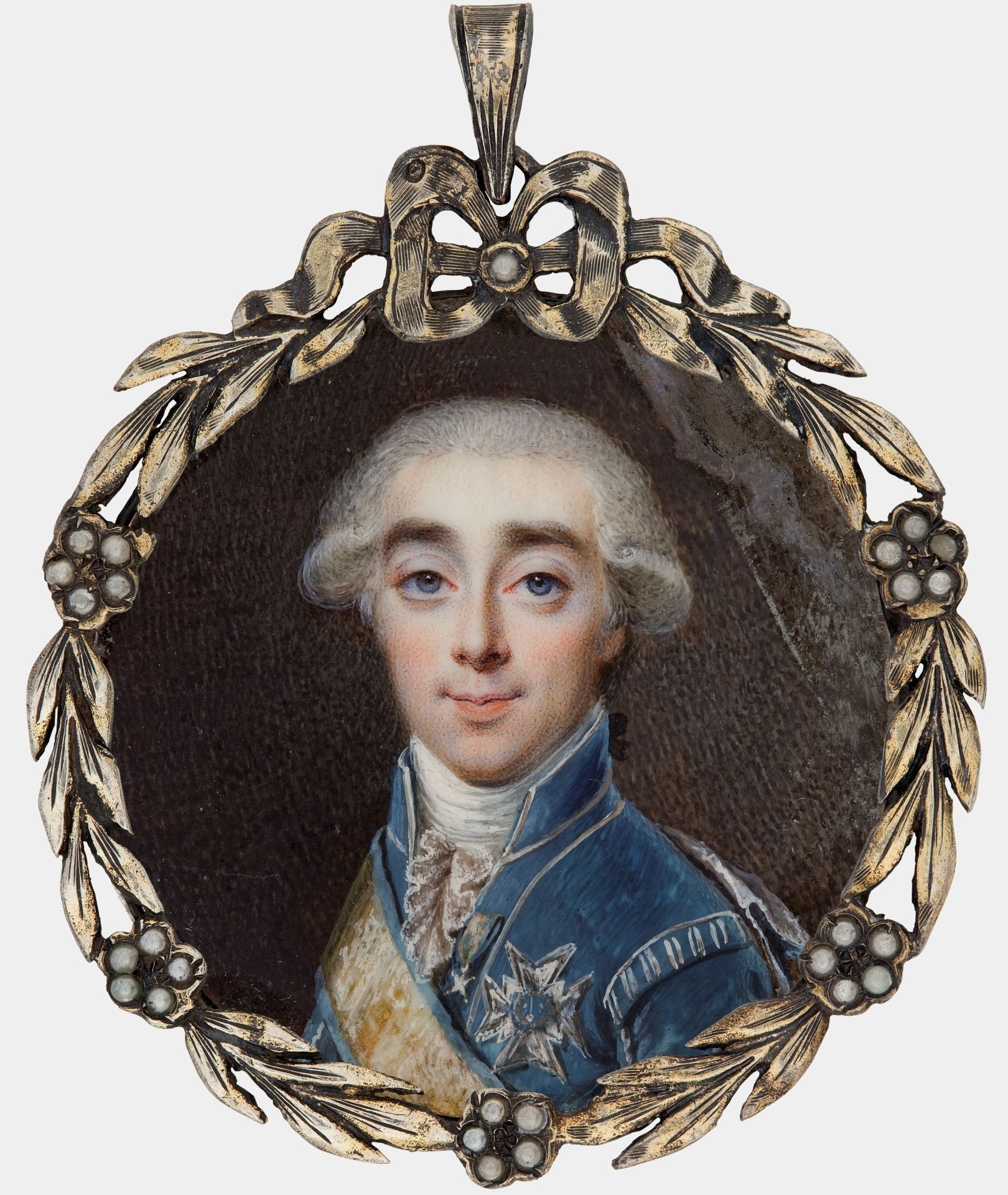
Axel von Fersen iklädd Svärdsordens ordendräkt, i samma snitt som Nationella dräkten, på en miniatyr från 1798 av Niklas Lafrensen.

När Gustav III sköts vid en maskeradbal i Stockholm den 16 mars 1792 befann sig Axel von Fersen i Bryssel, ovetande om attentatet. Kungen dog den 29 mars. Först den 1 april nåddes Fersen av nyheten, och den 12 april fick han bekräftat att Gustav III var död. Han reagerade med djup förtvivlan och beskrev i dagboken sin sorg och chock över mordet på sin kung och vän. Händelsen mottogs med glädje i revolutionens Paris och förstärkte motsättningarna mellan demokratiska och rojalistiska krafter i Europa. Fersen och andra svenska diplomater sökte nu försäkra sig om Sveriges aktiva deltagande i de rojalistiska ansträngningarna i Europa, särskilt till stöd för Frankrikes kungahus. Han korresponderade med hertig Karl, som efter mordet blev förmyndarregent i väntan på att Gustav III:s minderårige son Gustav Adolf skulle nå myndig ålder. Karl upprätthöll yttre samarbete med rojalistiska krafter, dock med försiktighet.
Samtidigt tilltog revolutionens kraft i Frankrike. Marie-Antoinette och Ludvig XVI levde under hårt tryck i Paris. Fersen fortsatte sin kamp för att rädda kungaparet och återupprätta monarkin. Kontakten med drottningen upprätthölls genom hemliga brev, som smugglades in i Paris insydda i kläder och hattar. När Frankrike den 20 april 1792 förklarade krig mot Österrike, välkomnade Fersen kriget, då han såg det som en chans att få Europas stormakter att ingripa. Samtidigt hedrades han i Sverige: han utnämndes till kommendör av Svärdsorden den 21 november 1791, till överste i survivance vid Husarregementet den 13 april 1792 och till generalmajor i svenska armén den 15 maj. Som diplomat fick han dock stanna i Bryssel, där han organiserade propaganda och konspirationer till stöd för kungafamiljen.
Under våren och sommaren 1792 samarbetade Fersen med prinsen av Condé och hertig Ferdinand av Braunschweig kring ett skrämmande dokument riktat till det franska folket, det så kallade Braunschweig-manifestet. Fersen skrev flera utkast och fick slutligen igenom ett som hotade Paris med kollektiv vedergällning om kungaparet skadades. Manifestet trycktes i över en miljon exemplar och offentliggjordes i Paris den 1 augusti. Men istället för att dämpa upproren, väckte det enorm vrede. Den 10 augusti stormade parisarna Tuilerierna, och kungaparet och deras barn greps och fängslades i Tempeltornet. Kort därefter sattes giljotinen upp och massavrättningar inleddes. Fersen nåddes av nyheterna med fördröjning, men insåg snabbt situationens allvar. Hans hopp om att rädda kungaparet minskade drastiskt. Samtidigt pågick ett personligt drama. Hans relation med Eleanor Sullivan skapade svartsjuka och rykten i Bryssel. Sullivan, som bodde med sin dotter och Craufurd, befann sig i ett triangeldrama där även Fersen drogs in. Trots Europas kaos fortsatte han dagligen att besöka deras hushåll. Han avslutade ofta sina dagboksinlägg med orden: "legat hos henne".
När franska trupper i november 1792 ryckte in i Österrikiska Nederländerna, steg paniken i Bryssel. Den 5 november hördes kanonsalvor när österrikarna led nederlag. Fersen organiserade en flykt med Sullivan, Craufurd, den ryske ambassadören Simolin och deras tjänstefolk. Natten till den 10 november lämnade de staden i en konvoj av vagnar. Genom ett Europa i krig färdades de under svåra förhållanden, övernattade på värdshus eller i sina vagnar och höll sig ständigt i rörelse. I Aachen fick Fersen veta att Ludvig XVI stod inför rätta. Manifestet han varit med om att skriva hade bidragit till den radikalisering som lett dit. Bryssel föll kort därefter i franska händer. Fersen slog sig ned tillfälligt i Düsseldorf, där han återupptog middagarna med Craufurds hushåll, trots fortsatt spända relationer och sjukdomar bland följeslagarna.

### Franska kungaparets avrättning

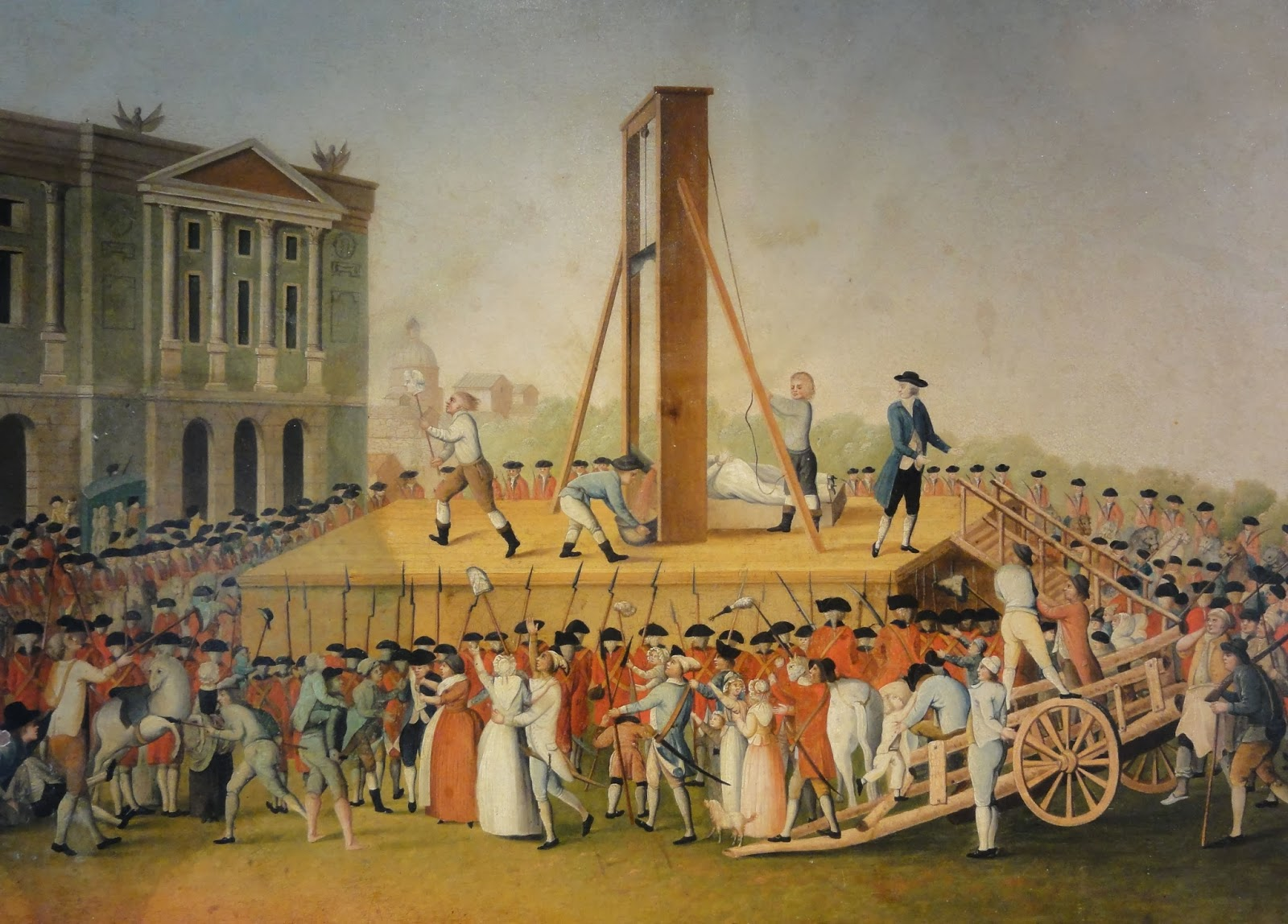
Samtida målning förställande Marie-Antoinettes avrättning genom giljotinen den 16 oktober 1793.

I början av 1793 befann sig Fersen i Düsseldorf. I januari nåddes han av nyheten att Ludvig XVI hade dömts till döden. Avrättningen den 21 januari 1793 upplevdes av Fersen som en politisk och personlig tragedi. I sina dagboksanteckningar uttryckte han stor förtvivlan och menade att hans livsverk gått förlorat. Kort därefter fick han veta att systern Hedda dött i november 1792 och att fadern i Sverige var döende. Samtidigt informerades han av den svenska förmyndarregeringen om att han inte längre kunde agera öppet till stöd för det franska kungaparet.
Fersen fick också direktiv från hertig Karl att agera som svensk ambassadör till Ludvig XVII, men endast från det ögonblick denne åter kunde erkännas som kung. I Paris tilltog skräckväldet under jakobinerna. Fersen oroade sig särskilt för Maximilien de Robespierre, som radikaliserade revolutionen och talade öppet om att eliminera kungafamiljen. I detta klimat blev det alltmer sannolikt att Marie-Antoinette skulle dömas. Den 2 augusti 1793 fördes hon till Conciergeriet, där hon hölls under enkla och förnedrande förhållanden men upprätthöll sin värdighet. Två kvinnor, däribland Rosalie Lamorlière, visade henne viss medmänsklighet.
Efter att general Charles François Dumouriez deserterat från den franska republikens armé i mars 1793 stärktes hoppet bland Fersen och hans anhängare om den franska monarkins återupprättande. Fersen hade själv spelat en roll i kontakterna mellan Dumouriez och Österrike, något som framgick av hans dagboksanteckning från den 20 mars. När österrikarna återerövrade Bryssel under hösten 1793 återvände Fersen dit med Eleanor Sullivan, hennes dotter och diplomaten Ivan Simolin. Fersen fortsatte relationen med Sullivan, men tillvaron i hushållet präglades av känslomässig turbulens. Han lyckades sända henne en liten hund, Odin, som blev hennes enda sällskap. Innan hon fördes bort överlämnades ett meddelande till Fersen med ett sigill från hennes ring, med texten: "Allt för mig närmare till dig". Fersen sökte hjälp via österrikiska och brittiska kontakter. Tillsammans med greve La Marck försökte han övertyga ambassadören Mercy om behovet av militär aktion mot Paris, men fick ett svalt mottagande. En vädjan skickades till prinsen av Coburg, befälhavare för den allierade armén. Samtidigt planerades fritagningsförsök för Marie-Antoinette. Ett av dessa, lett av Alexandre de Rougeville och fängelsedirektören Jean-Baptiste Michonis, gick ut på att med falska papper föra drottningen ur fängelset. Försöket misslyckades och hon flyttades till en säkrare cell.
Rättegången mot drottningen inleddes den 14 oktober 1793. Hon försvarade sig med värdighet mot anklagelser om förräderi, slöseri och kontakter med främmande makter. Axel von Fersen nämndes i samband med flykten till Varennes. Den allvarligaste anklagelsen kom från hennes son Louis-Charles, som under påverkan från sin fostrare Simon påstod att han utsatts för incest av sin mor och faster. Marie-Antoinette svarade: "Naturen vägrar svara på en sådan anklagelse riktad mot en mor." Trots att många i rätten rördes av hennes ord dömdes hon till döden. Hon avrättades den 16 oktober 1793 på Place de la Révolution. Fersen fick beskedet fyra dagar senare. Trots att han var förberedd blev sorgen överväldigande. I brev till Elizabeth Foster och systern Sophie skrev han att han förlorat sitt livs kärlek. I sin dagbok skrev han om sitt växande hat mot revolutionen och att han önskade sig dö vid drottningens sida. Efter Marie-Antoinettes död stannade Fersen i Bryssel, men hans relationer med Craufurd och Eleanor Sullivan förvärrades. Craufurd blev svartsjuk och förbjöd Fersen att tala privat med Sullivan. Fersen drog sig tillbaka, samlade minnen av drottningen och dokumenterade sina känslor i sin dagbok.
Den 24 april 1794 avled Fersens far i Stockholm. Fersen fick beskedet långt senare och kunde inte närvara vid begravningen. Han ärvde då fideikommissen Ljung och Steninge, Fersenska palatset i Stockholm och Vuojoki i Finland. Systern Sophie ärvde Löfstad. Sommaren 1794 avskedades Fersen från sin ministerpost efter att ett kritiskt brev till regeringen uppdagats. Samtidigt återtog franska trupper initiativet i Österrikiska Nederländerna. Fersen, Sullivan och Simolin tvingades åter fly från Bryssel. Under flykten noterade Fersen hur sjukdom och lidande präglade flyktingströmmen. I slutet av juni 1794 anlände de till kurorten Spa. Händelserna markerade slutet för Fersens verksamhet i Belgien och början på en ny period av exil och osäkerhet.

## Nya resor i Europa och svensk ambassadör (1794–1799)
Under hösten 1794 återvände Axel von Fersen till Sverige efter sex års exil, politiskt arbete och personliga förluster, särskilt fadern och Marie-Antoinette. I sina dagböcker beskrev han framtiden som mörk och utan riktning. Innan återresan hade han vistats i Tyskland i ett socialt instabilt hushåll med Eleanor Sullivan, Quintin Craufurd och deras krets, präglat av svartsjuka och intriger. Trots att han ansåg miljön destruktiv kunde han inte bryta banden till Sullivan, som han såg som både en svaghet och en koppling till det förflutna. Fersen anlände till Helsingborg den 19 oktober 1794 och reste till Löfstad, där han välkomnades av modern, systern Sophie och vännen Evert Vilhelm Taube. Han upplevde Sverige som förändrat och sig själv som främling. Hovet framstod som provinsiellt och saknade den politiska och kulturella nerv han vant sig vid i Europa. Han kritiserade i dagböckerna bland annat teatern, hovlivet och adeln.
Fersen övervägde ett diplomatiskt uppdrag, helst i London eller Paris. Hertiginnan Hedvig Elisabeth Charlotta tog upp kontakten, men han avvisade en närmare relation av lojalitet till Sullivan och för att undvika politiska komplikationer. Sommaren 1795 nåddes han av nyheten om Ludvig XVII:s död, vilket han reagerade med misstänksamhet och ifrågasatte dödsorsaken. I juli samma år reste han till Friedberg, Hessen för att återse Eleanor Sullivan, vilket markerade starten på ett nytt hemligt uppdrag.

### Jakten på sin förmögenhet

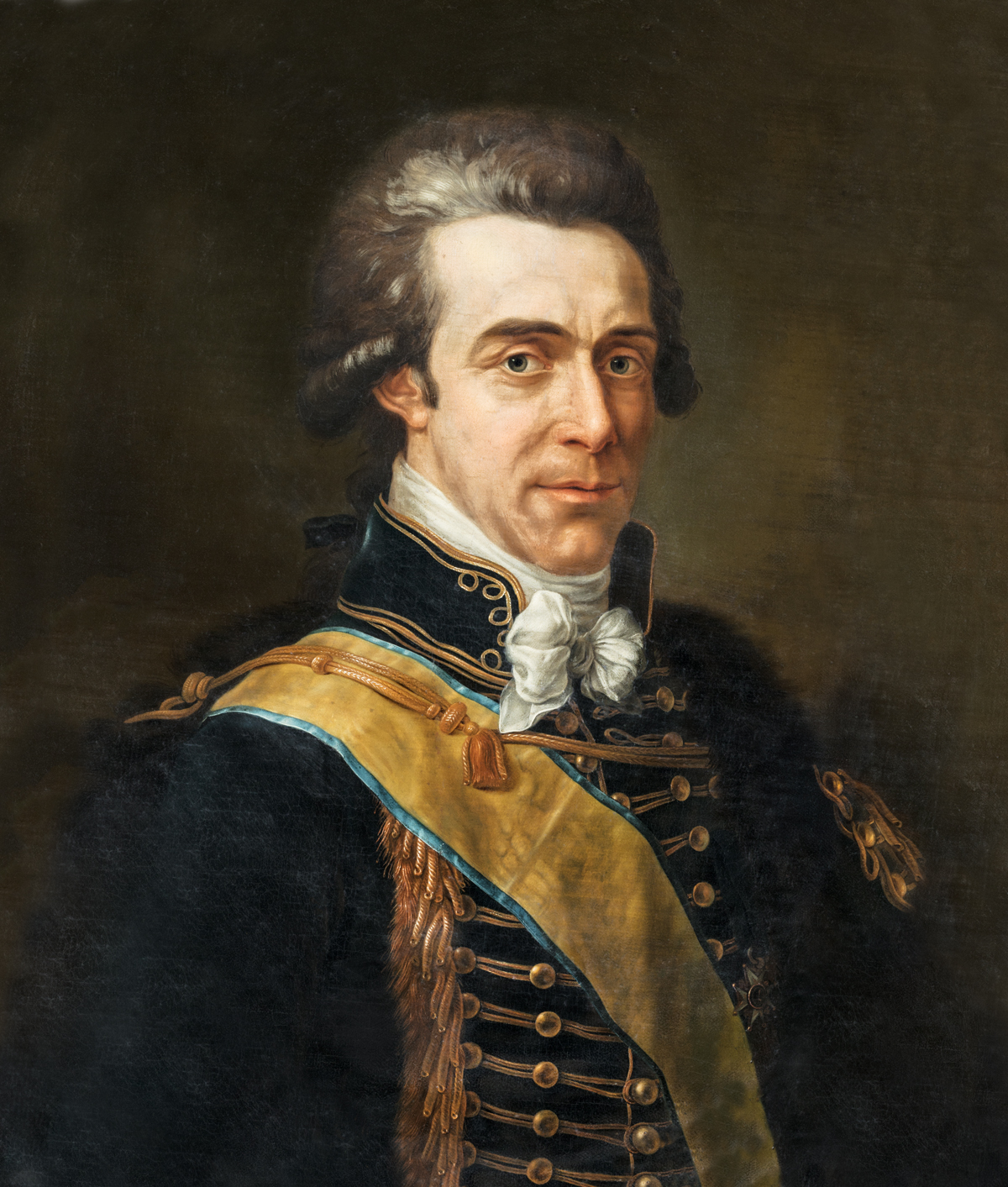
Axel von Fersen (1793) av Pierre Dreuillon.

Axel von Fersen anlände till Friedberg den 2 augusti 1795, under antaget namn: "herr von Ljung". Han reste ensam vidare till Hanau med endast en sovsäck och dolde sin identitet genom att gömma sitt pass och ordensband. På ett värdshus möttes han först med misstänksamhet, men steg i anseende efter att ha bett om ljus vid ankomsten, vilket var ett tecken på bildning. Han skickade bud till Sullivan, som fanns i närheten, och planerade ett hemligt möte. Med hjälp av sin vän Simolin, som lyckades avleda den svartsjuke Craufurd, kunde Fersen träffa Sullivan i hemlighet. Han beskrev mötet som "förtjusande", särskilt nöjet i att bära en skjorta tillhörande hans rival. Morgonen efter återvände han lycklig till Friedberg och fortsatte därefter till Frankfurt.
I Frankfurt inledde Fersen ett nytt socialt liv med middagar, baler och umgänge med diplomater, exilfransmän och bankirer. Samtidigt kom ständigt dåliga nyheter från kriget mot Frankrike. När kriget närmade sig skickade Fersen delar av sitt tjänstefolk i säkerhet. Han träffade Eleanor så ofta han kunde, trots Craufurds raseriutbrott och hot. Fersen drogs mellan passion och tvivel. Han älskade henne, men hennes livsstil, flörtar med yngre män och beroende av lyx gjorde honom osäker. Vid ett tillfälle blev han rasande över att Mauritz Bethman kysst henne öppet. Han hoppades att dottern Quella Franquemont skulle gifta sig, så att Sullivan kunde följa honom, men dottern växlade mellan friare och Sullivan själv kunde inte fatta beslut – särskilt eftersom Fersen inte föreslagit äktenskap.
I december 1795 frigavs Marie-Antoinettes dotter Marie-Thérèse genom fångutväxling. Fersen såg en möjlighet att kräva tillbaka de 1,5 miljoner livres han lagt ut på kungaparets flyktförsök 1791. Han hade kvitton undertecknade av både kungen och drottningen. I januari 1796 reste han till Wien för att vädja om ersättning. Väl där kastades han in i societeten, med audienser och middagar med bland andra kejsaren Frans II och prinsessan Marie-Thérèse. Vid deras första möte rodnade prinsessan och hälsade efter mässan, vilket rörde Fersen djupt – han tyckte sig se modern i hennes sätt. Hon sade: "Jag är mycket lycklig att se att ni är i säkerhet." Fersen insåg dock att hon ville undvika honom. Han var en levande påminnelse om kungafamiljens fall, Braunschweig-manifestet, blodbadet i Paris och kungens död. Han skrev brev, visade kvitton och bad hovet om ersättning i fyra månader, men möttes av undvikande. Kejsaren hänvisade till att prinsessans medel låg i förmyndarskap. Fersen blev alltmer desillusionerad, kallade hovet "futtigt" och "oädelt", och skrev att han förstod varför folk blev demokrater – furstarna visade ingen tacksamhet.
Trots flörtar med bland andra den ryska ambassadrisen och grevinnan von Schpecht kände sig Fersen tom och vilsen. Han skrev att han "önskade resa därifrån" och föraktade Wiens överklass och dess frosseri. Det enda svar han till sist fick kom inte från hovet, utan genom Saint-Priest, en före detta fransk minister. Genom hans medling beviljade kejsaren en delvis ersättning på 1 000 dukater, dock inte till Fersen själv, utan till de kvinnor som bistått honom ekonomiskt. Den 21 juni 1796 återvände Fersen till Frankfurt, bitter och besviken. Han hade inte fått tillbaka sina pengar, och hans tro på kunglig tacksamhet var krossad.

### Ambassadör i Rastatt och Karlsruhe

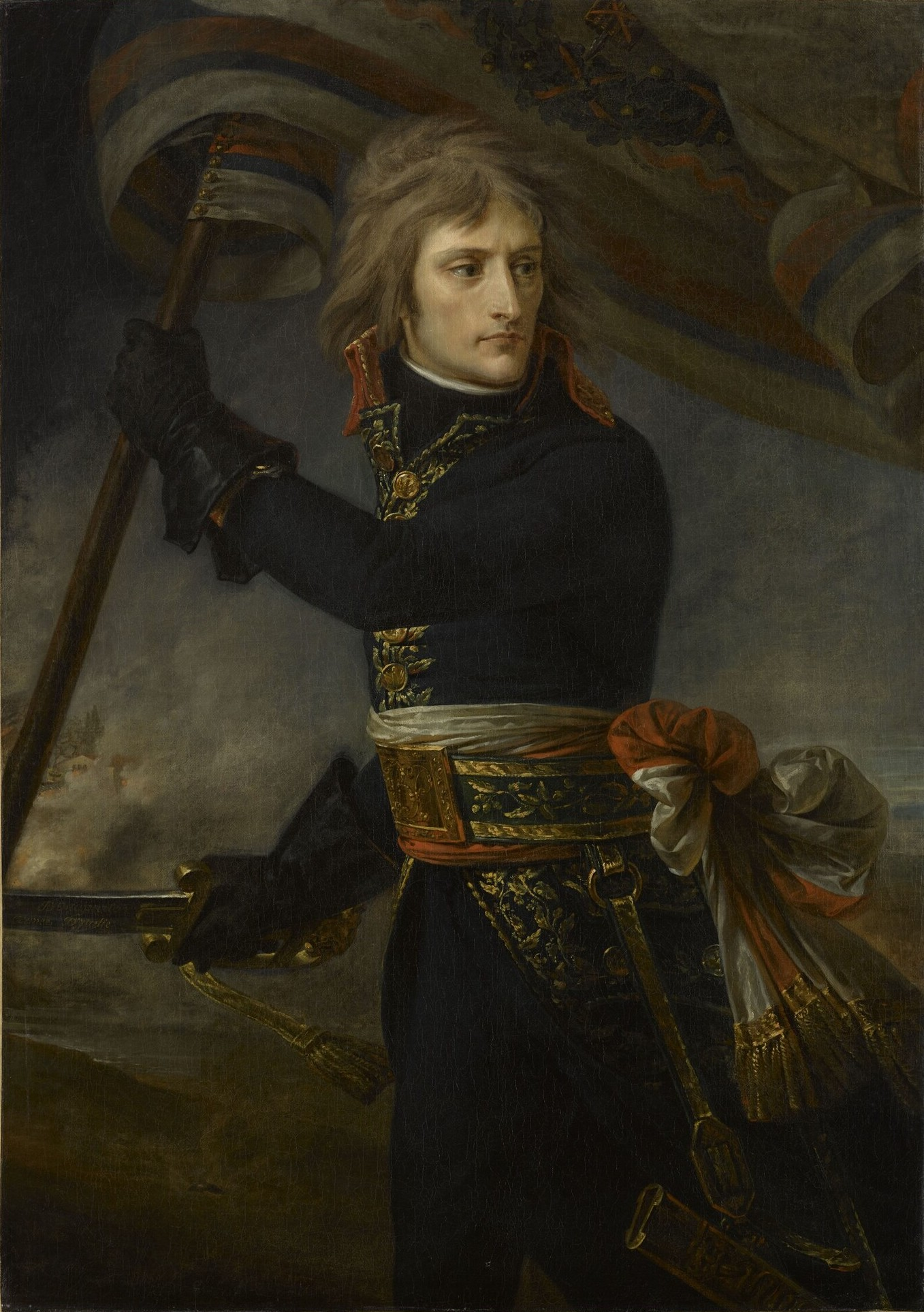
Napoleon Bonaparte (1797) av Antoine-Jean Gros.

Efter den ökande oron i Europa under 1790-talets andra hälft befann sig Fersen åter i Frankfurt år 1796. Livet där präglades av middagssällskap, utflykter, kärleksförvecklingar och det annalkande krigshotet. Fersen noterade i sina dagböcker franska generalers framfart, särskilt François Séverin Marceau och Napoleon Bonaparte, som han första gången nämnde i sin dagbok den 30 juli 1796. Vid två tillfällen tvingades han och hans sällskap fly från Frankfurt då striderna närmade sig. Han förblev dock nära Eleanor Sullivan, trots vetskapen om att ett äktenskap var omöjligt. I november 1796 förklarades prins Gustav Adolf myndig och tillträdde som kung Gustav IV Adolf. Efter kungens trontillträde 1796 präglades politiken av motstånd mot revolutionära idéer och försök att stärka Sveriges ställning i Europa, samtidigt som den kantades av diplomatiska spänningar med både Ryssland och Frankrike. Fersen kom åter i statlig tjänst efter flera år i politisk marginalisering och blev en av de tongivande rådgivarna och diplomaterna i detta arbete.
I oktober 1797 besegrade Napoleon österrikarna vid Campo Formio, vilket ledde till en ny kongress i Rastatt den följande månaden. Fersen utsågs av Gustav IV Adolf den 16 oktober till svensk ambassadör vid kongressen, ett uppdrag han påbörjade i november samma år. Uppdraget sågs som ett erkännande av hans lojalitet och erfarenhet, även om han själv initialt tvekade, dels av personliga skäl, dels på grund av situationens svårigheter. Genom ett missförstånd blev han den enda deltagaren med titeln ambassadör i stället för minister, vilket väckte uppmärksamhet. Fersens korrespondens från Rastatt vittnade om hans oro över revolutionens framgångar. Han ansåg att Europa endast kunde räddas genom förenade monarkistiska ansträngningar och motsatte sig kompromisser. Hans ideal var att genom samverkan mellan tyska och nordiska makter bilda ett motståndsförbund. Trots hans vädjan till Sverige om hårdare hållning gentemot Frankrike förblev Sveriges officiella politik försiktigt neutral.
Kongressen resulterade inte i några konkreta framsteg, men Fersen hann under sin vistelse i Rastatt möta Napoleon i ett uppmärksammat samtal. Den unge generalen förkastade Fersen som före detta hovman och utpekad älskare åt Marie-Antoinette. Napoleon vägrade kalla honom ambassadör och kritiserade att Sverige skickat en "emigrant" som honom. I sin dagbok beskrev Fersen mötet som kränkande och upprörande. Trots att han försökte upprätthålla diplomatiskt lugn, lämnade han mötet desillusionerad, vilket fick press i både Frankrike och England att håna honom som "Marie-Antoinettes älskare". Samtidigt bedömde Fersen att Napoleons arroganta agerande mot honom avslöjade svaghet och brist på förtroende för revolutionens långsiktiga seger. Händelsen gjorde hans fortsatta närvaro ohållbar, och han sändes därefter av den svenska regeringen till Karlsruhe den 22 februari 1798.
Vid sin ankomst till Karlsruhe i mars 1798 förväntades Fersen förhandla om ett eventuellt äktenskap mellan Gustav IV Adolf och prinsessan Fredrika Dorotea Vilhelmina av Baden. Han trivdes med sin ambassadörsstatus och närvarade flitigt vid hovet. Arvprinsessan Amalia av Hessen-Darmstadt blev förtjust i honom, men Fersen visade inget romantiskt intresse. Samtidigt engagerade han sig i en kontrarevolutionär organisation och försökte påverka Sveriges utrikespolitik i konservativ riktning. Trots detta kunde han inte släppa banden till Eleanor Sullivan. I augusti 1798 genomförde han ett hemligt möte med henne på ett värdshus, där de tillbringade flera dagar tillsammans.
I oktober 1798 drabbades han av en venerisk sjukdom, troligen smittad via Sullivan. Händelsen tärde på hans självbild och stolthet, särskilt i den offentliga rollen som ambassadör. I januari 1799 utbröt ytterligare en skandal då ett brev från Sullivan till Fersen förväxlades och hamnade hos Craufurd. Missförståndet ledde till hot om avslöjande, vilket bidrog till att Fersen avslutade sitt diplomatiska uppdrag i Karlsruhe i mars 1799. Vid avskedet vädjade prinsessan om fortsatt vänskap, och han fortsatte därefter till Berlin, där han återförenades med systern Sophie och vännen Taube. Tillsammans reste de vidare till Karlsbad, där Fersen även träffade hertiginnan Hedvig Elisabeth Charlotta. Hon försökte återuppta deras tidigare relation, men Fersen avvisade henne efter att ha ansett hennes beteende opassande. Den 26 november 1798 utnämndes Fersen till kommendör med stora korset av Svärdsorden.
Under juli 1799 träffade han Sullivan en sista gång. Trots att hon åldrats fanns känslorna kvar. De planerade att hon skulle lämna Craufurd, men Fersen hyste inga verkliga förhoppningar. I augusti drabbades han av sorg då Taube blev sjuk och avled den 15 augusti. Fersen skötte begravningen och Sophie bar senare en medaljong med Taubes hjärtaska som minne. I september 1799 påbörjade Fersen resan tillbaka till Sverige. Han anlände till Simrishamn den 2 oktober och nådde familjegodset Ljung den 8 oktober. Återkomsten präglades av sorg och insikten om att det Europa han älskat inte längre fanns kvar.

## En av rikets herrar, universitetskansler och riksmarskalk (1799–1810)

### Ny karriär i Sverige

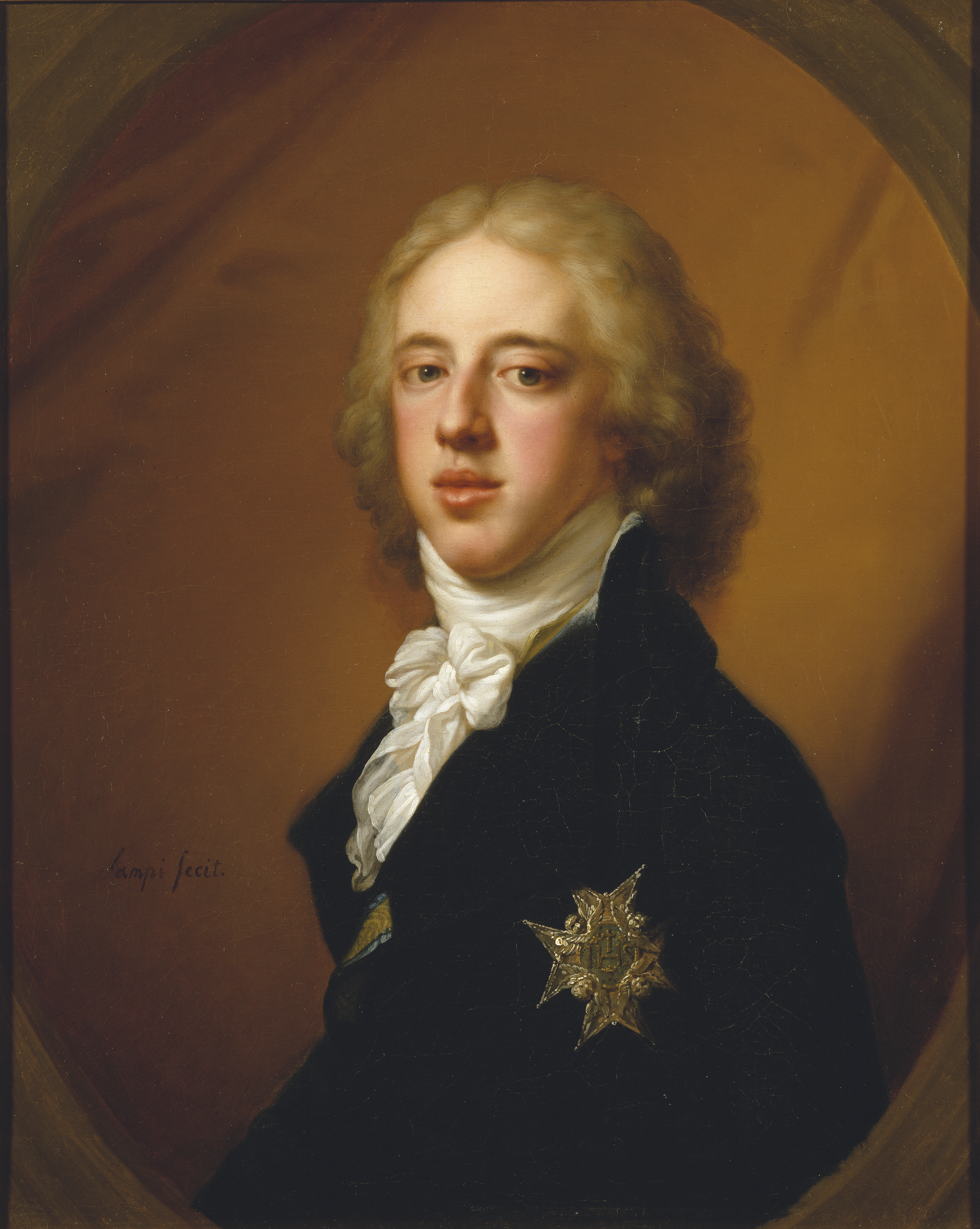
Gustav IV Adolf (1800) av Johann Baptist Lampi den äldre.

Hösten 1799 återvände Axel von Fersen till Stockholm efter sin långa exil. Återkomsten innebar en nystart i karriären. Den dekorerade greven blev genast centrum för hovets uppmärksamhet. Gustav IV Adolf kallade honom till privata samtal och blev rörd när Fersen berättade om vännen Taubes död. Kungen uttryckte misstänksamhet mot Lars von Engeström, som ryktades ha förgiftat Taube. Fersen fick ett enskilt samtal med drottningen och eskorterades till henne av kungen, en ovanlig hedersbetygelse. Den 16 november 1799 utsågs han till "en av rikets herrar", vilket gav honom excellensvärdighet och tillgång till rikets mest prestigefyllda tillställningar. Han blev kungens rådgivare och medgrundare av den kontrarevolutionära "Ligan". Han föreslog att revolutionära skulle märkas snarare än avrättas, ett förslag kungen i princip godtog. Fersens roll i administrationen stärktes genom deltagande i interimsregeringen och kommittéer som Kanslikollegium. Han såg sig som försvarare av den aristokratiska och legitimistiska ordningen och kritiserade kungens svajiga utrikespolitik.
Sverige präglades av oro: missväxt, höga priser och brännvinsförbud ledde till upplopp. Fersen, märkt av sina erfarenheter från Frankrike, förespråkade hårda straff. Hans systerson spionerade på jakobinska möten där "Marseljäsen" sjöngs, och de misstänkta utvisades. Samtidigt inledde Fersen ett passionerat förhållande med Marianne Grua, den spanske ambassadörens unga fru. De utbytte hemliga biljetter och relationen präglades av rivalitet med andra män. Fersen förväntade sig en ledande utrikespolitisk post men utnämndes i stället till kansler för Uppsala universitet den 6 december 1799. Kungen ansåg att Fersen behövdes för att tygla revolutionära idéer bland studenterna. Fersen såg kanslerskapet som en plikt, inte en personlig maktposition. Gruppen Juntan, ledd av Benjamin Höijer, spred Immanuel Kants läror och hånade kungen. Fersen införde nattliga militärpatruller i universitetsområdet, och fick eskort av 100 soldater när han vid sitt besök av universitetet valdes enhälligt till kansler. Trots bristande svenskakunskaper höll han tacktal, granskade universitetet och kritiserade Uppsala universitetsbiblioteks organisation. Han förbjöd jakobinska inslag och förbättrade administrationen.
Den 15 mars 1800 deltog Fersen som ledamot av ridderskapet och adeln i riksdagen i Norrköping. Fersen kämpade för att stärka kungens makt och motverka radikala reformer. Kungens anhängare dominerade valen till de olika stånden, men Fersen oroade sig över splittring inom adeln och oppositionens ökande styrka. Kröningen blev dyster: kungens häst stegrade sig, mantelbärare kämpade i snöslask och Fersen bar adelsståndet baner, vars stång bröts itu i vinterstormen. Kort därefter dog Fersens mor, den 24 april 1800, och snart även Fabians andra son. Samtidigt den 14 november 1800 dubbades Fersen till riddare och kommendör av Serafimerorden, rikets högsta utmärkelse.
Gustav IV Adolfs alltmer oförutsägbara politik och växlande sympatier mot Frankrike skapade dock oro hos Fersen, som såg kungens diplomatiska omsvängningar som inkonsekventa och farliga. Fersen motsatte sig kungens närmande till Frankrike och den ökade vänskapen med Ryssland, men kungens enväldiga sätt att styra och ignorera erfarna rådgivare gjorde Fersens inflytande begränsat. Hans relation med Marianne Grua fortsatte, men tog slut när hennes make flyttades till Italien. Den 20 juli 1801 utnämndes han till riksmarskalk och tog den 27 augusti avsked som kaptenlöjtnant vid Livdrabantkåren. Han accepterade först posten motvilligt, men insåg snart att den omorganiserats till en verkligt inflytelserik roll med ansvar för hovets ekonomi, logistik och residens. Han fick ny uniform, galavagnar och hög rang. Villkoret var en rekreationsresa i Europa med systern Sophie.

### Sista vistelsen i det gamla Europa
Mellan september 1801 och februari 1803 genomförde Axel von Fersen sin sista stora resa genom det gamla Europa. Syftet var delvis rekreation och delvis att vårda sin svårt sjuka syster Sophie. I sällskapet fanns även hennes systerdotter Hedvig Möllerswärd och flera betjänter. Resan gick genom de tyska småfurstendömena, ofta i upp till sju vagnar. Efter två månader anlände de till Parma, där Fersen återförenades med sin tidigare älskarinna, Marianne Grua. Trots hennes nya relationer återuppblommade deras passion. Hon bedyrade sin kärlek i brev, och Fersen noterade i dagboken hur "tillmötesgående" hon var. I Parma träffade han även Maria Amalia, syster till Marie-Antoinette, som tackade honom för hans insatser för hennes avrättade syster. Resan fortsatte till Florens, där Fersen blev besviken på de nya regenterna. Han ansåg dem moraliskt korrupta och oförmögna. Italien upplevdes som kaotiskt och Europas kungahus som opålitliga. Där mötte han även den ryska furstinnan Katarina Mensjikov, kallad "Ketty" i hans dagbok. De inledde en intensiv relation, och Fersen beskrev henne som vacker, originell och ovanligt älskvärd. Flera nätter tillbringade de tillsammans, men idyllen bröts när Ketty avslöjade att hon var gravid. Fersen blev djupt chockerad och olycklig.
I Rom fick sällskapet audiens hos påve Pius VII, som Fersen beskrev som vänlig men politiskt betydelselös. Därefter reste de till Neapel, där sommarhettan förvärrade Sophies hälsa. Fersen själv drabbades av kolik och illamående. Inom sällskapet tilltog spänningarna. Otto Reinhold Möllerswärd, make till Hedvig, irriterades över sin hustrus beteende och övervägde skilsmässa. Fersen försökte medla. Den 2 september 1801 skrev han i sin dagbok att han fruktade att Sophie hade cancer. Men det blev Möllerswärd som insjuknade och avled i gallfeber den 12 september. Fersen ordnade begravningen med militär heder. Kistan bars av officerare från en svensk fregatt och han lades till vila i samma kor som Fersens syster Hedda. Sex dagar senare meddelade Hedvig sina planer att gifta sig med den ryske ambassadören Andrej Eberhard von Budberg. Fersen reagerade starkt och skrev att hon var olämplig som hustru. Äktenskapet blev aldrig av. Hedvig gifte sig senare med greve Hans Gabriel Trolle-Wachtmeister. Vid återresan till Parma mötte Fersen åter Marianne Grua och tillbringade en natt med henne. I Frankfurt noterade han att hans gamla bekanta Eleanor Sullivan och Ivan Simolin inte längre var kvar. Simolin hade avlidit 1799 och Sullivan hade gift sig med Craufurd, trots tidigare löften om att bryta med honom. Sullivan fortsatte dock att skriva brev till Fersen.
I Hamburg träffade Fersen baronessan von Korff, som tidigare lånat pengar till den franska kungafamiljens flykt. Hon hade ännu inte återfått hela beloppet, men Fersen hade genom åren betalat ränta. Han gladde sig åt återseendet, men kände sorg över hennes ekonomiska förluster. Hemresan gick genom snöstormar i norra Tyskland. I Köpenhamn gjorde Fersen visiter vid hovet och hade audiens hos kronprins Fredrik och den sinnessjuke kungen Kristian VII. Överfarten till Sverige i januari 1803 blev dramatisk. Isen låg tät, och delar av Öresund korsades till fots. Sophie drogs på kälke över isen och sällskapet använde sju båtar för att ta sig över sundet. Den 5 februari 1803 nådde de Löfstad i full snöstorm. Under tiden hade han även utnämnts till generallöjtnant i armén den 9 december 1802.

### Politiken i Sverige

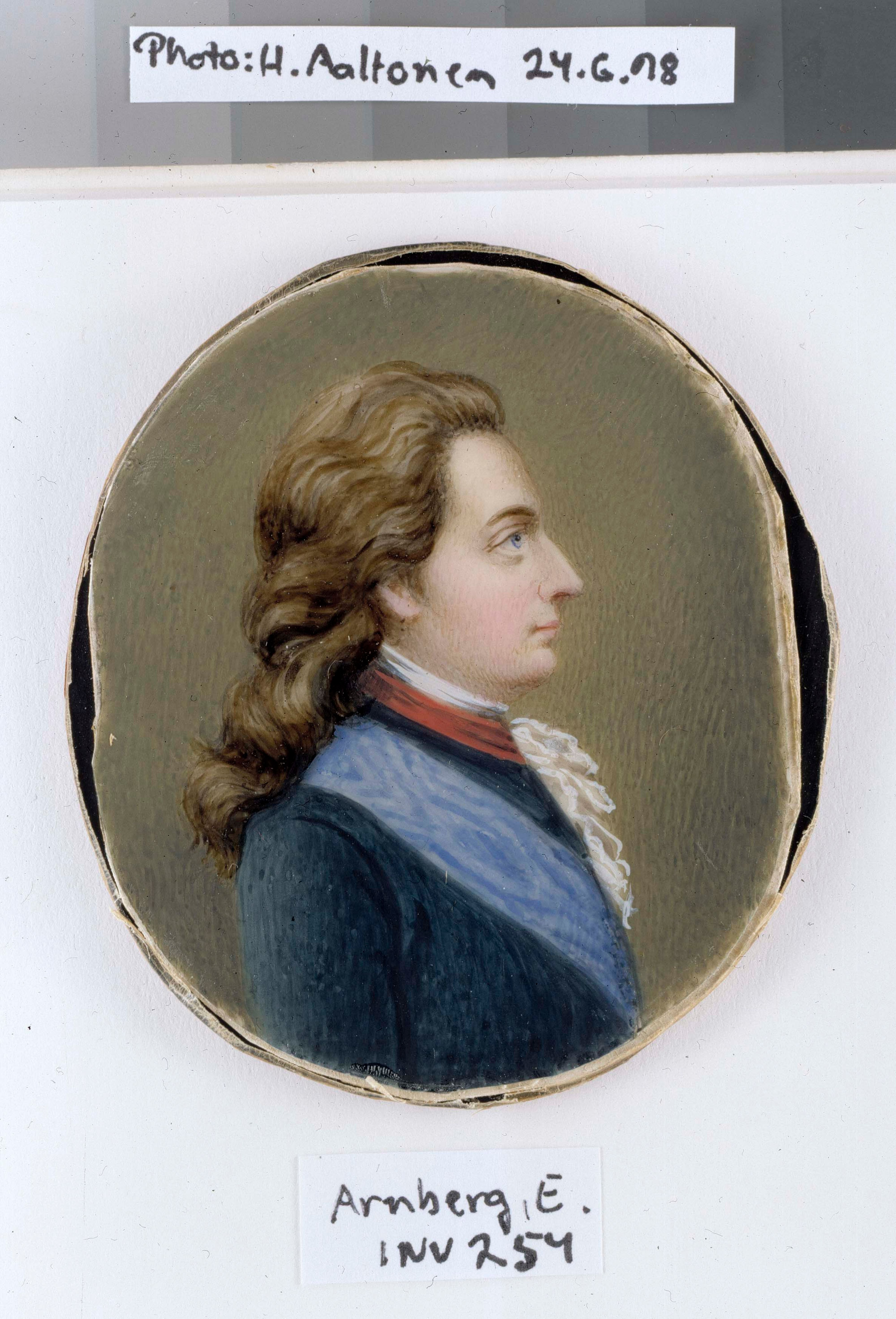
Axel von Fersen av Elise Arnberg.

Mellan februari 1803 och maj 1805 nådde Axel von Fersen höjden av sin karriär. Under 1803 fick han en allt viktigare roll i den svenska statsledningen, bland annat som ansvarig för kungens resa till Pommern och som medlem i interimsstyret. Han deltog aktivt i beslut rörande allt från undervisning och hovetikett till flottans fartygsinredning. Fersen såg med oro på det politiska läget, särskilt Sveriges relation till Ryssland och Frankrike, och varnade för landets sårbarhet. Hans motstånd mot revolutionära idéer och hans aristokratiska ideal framkom tydligt i handlingar och dagboksanteckningar, liksom hans skepsis mot kungens nyckfulla ledarskap. Händelser i Stockholm som Bohemanaffären 1803, där konspirationsteorier om illuminati och frimurare spreds, bidrog till den politiska oron. Fersen misstänktes inte för inblandning men såg skeptiskt på folkliga rörelser och växande revolutionär propaganda. I april 1803 rådde spänning med Ryssland kring en gränsdragning i Finland, där Fersen agerade som rådgivare och förmedlare. Han motsatte sig starkt att Sverige skulle provocera fram krig, men Gustav IV Adolf var ovillig att kompromissa.
Trots spänningarna kvarstod Fersen i hovets inre krets och anförtroddes viktiga uppgifter. Han organiserade kungliga resor, inspekterade kungliga slotten och deltog i akademiska och konstnärliga projekt. 1804 blev han hedersledamot i Konstakademien. Han bidrog även till kronprinsen Gustav av Wasas utbildning, vilket stärkte banden till kungafamiljen. Samtidigt präglades hans privatliv av vemod. I dagboken beklagade han att han aldrig skulle bli lycklig: "Jag har alltid måst skiljas från föremålen för min tillgivenhet." Ändå började han finna sig till rätta i Sverige. Han trivdes bättre, skrev oftare på svenska och systern Sophie tillfrisknade och blev hans värdinna.
Kungens försök att upprätthålla neutralitet ledde ändå till hemliga kontakter med franska rojalister om en allians mot Napoleon, som 1804 kröntes till Frankrikes kejsare. Planer fanns också på att förvärva Norge. Våren 1804 ökade spänningarna mellan Sverige och Frankrike. Fersen noterade att emigranter överdrev läget med rykten om revolution i Paris. I april 1804 kallades den svenske ministern Carl August Ehrensvärd hem från Paris, något Fersen följde med oro. I oktober 1804 samlades de franska bourbongrenarna i Kalmar för att etablera sig i Sverige, med Fersen som organisatör. Han var skeptisk till nyttan av besöket med tanke på Sveriges neutralitet och Rysslands reaktion. Trots detta beskrev han mötet med Ludvig XVIII som hjärtligt, med nostalgiska känslor för den gamla ordningen och smärtsamma minnen från Marie-Antoinette.
Privatlivet präglades av stillhet. Fersen ägnade sig åt sina gods Lövstad, Ljung och Steninge, organiserade baler och middagar och kritiserade hovets ytlighet och stockholmarnas brist på bildning. Han såg borgarklassens inflytande som ett hot mot aristokratin och Sveriges ställning som stormakt.

### Nya krig
Mellan 1805 och 1810 spelade Axel von Fersen en central roll i en av Sveriges mest avgörande epoker. Efter en sommar med diplomatiska förhandlingar i Berlin och Dresden, där han avslutade sin relation med furstinnan Mensjikov, anslöt han sig i oktober 1805 till Gustav IV Adolfs tillfälliga hov i Bäckaskog, Skåne. Europa var på väg mot nya konflikter med Napoleon, och kungen, inspirerad av Karl XII:s tradition, planerade att leda Sverige i kriget från Pommern med stöd från Storbritannien och Preussen. Kungen ville ha Fersen med sig som utrikesminister och kontaktperson till de allierade. Trots tveksamhet följde Fersen med, och organiserade sin verksamhet på plats med systern Sophie och ett större följe. Vid denna tid försämrades dock Gustav IV Adolfs relation till Preussen. Fersen deltog i diplomatiska kontakter och såg med oro på kungens planer på militära aktioner utan tillräckligt stöd från utlandet. Mellan 1805 och 1806 intensifierades Sveriges engagemang i det tredje koalitionskriget. Fersen agerade som mellanhand i diplomatiska kontakter med både flera makter och franska rojalistiska emigranter. Han såg skeptiskt på kungens impulsiva hållning och försökte påverka både svenska och ryska företrädare för att dämpa konfrontationen. I april 1806 upprättade kungen högkvarter i Greifswald. Fersen deltog i hovets verksamhet och noterade med oro det försämrade europeiska politiska läget, särskilt Napoleons agerande.
Under 1807 försämrades relationen mellan Fersen och Gustav IV Adolf. Fersen kritiserade kungens aggressiva politik mot Preussen och varnade för konsekvenserna. När Sveriges militära läge förvärrades i Pommern, isolerades Fersen från hovet och misstänktes för illojalitet. Hans försök att dämpa kungens hårdföra hållning tolkades som förräderi. Efter nederlaget i Stralsund och den svenska arméns evakuering från Rügen under sommaren 1807 förlorade Fersen allt politiskt inflytande. I sina dagböcker uttryckte han oro över kungens omdöme och tilltagande oförmåga att hantera rikets kris. Samtidigt vid denna period utvecklade han en romantisk relation med Emilie Fredrika Aurora De Geer, dotter till Jean Jacques De Geer, som flyttade in i Fersenska palatset under vintern 1807. Hon blev hans sista stora kärlek och fick många gåvor. Trots rykten om giftermål förblev förhållandet troligen ogifta, även om Emelie ofta vistades i hans närhet och omhändertogs av Fersen vid sjukdom.
Under sina sista år fokuserade Fersen framför allt på sina privata angelägenheter. Han levde enligt samtida bedömningar mycket storslaget för att vara i Sverige. Hans hushåll i Stockholm utmärkte sig genom sin prakt och Fersen beskrevs som en sträng men rättvis godsägare. Hans dagböcker vittnade om ett tillbakadraget men välordnat liv där han lade stor vikt vid hushållet och sina egendomar i Lövstad, Ljung och Finspång. Fersens offentliga plikter var begränsade men inkluderade vissa möten med Kanslikollegium, Uppsalaresor och deltagande i akademier. Från 1807 noterade Fersen kungens försämrade mentala tillstånd. Han undvek hovlivet och ägnade sig åt sina egendomar. I januari 1808 utsattes han för ryktesspridning om arrestering och missfirmelse från kungen. Fersen höll sig i bakgrunden under de följande krisåren.

### Krisåren

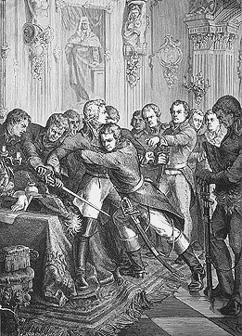
Gustav IV Adolf arresteras på Stockholms slott.

Den 2 mars 1808 nåddes Stockholm av nyheten att Ryssland hade invaderat Finland, vilket blev upptakten till finska kriget. Fersen var fortsatt aktiv vid hovet och åt ofta middag med kungafamiljen. Men den 31 mars 1808 upphörde hans dagboksanteckningar. Varken dagbok eller brevdiarium innehåller något från denna period, vilket tolkats som ett medvetet val från Fersens sida för att undvika att något han skrev skulle användas emot honom i det osäkra politiska läget. I mars 1809 förvärrades situationen. Den 12 mars 1809 anlände general Georg Adlersparre till Stockholm med tusentals soldater. Kungen planerade att fly till Skåne och krävde två miljoner riksdaler ur riksbanken för att finansiera flykten. Fersens bror, Fabian von Fersen, vägrade dock lämna ut statens medel. Natten till den 13 mars stormade general Carl Johan Adlercreutz in i kungens sovrum och grep honom. Samtidigt befann sig Fersen på Haga slott med drottning Fredrika av Baden och kronprins Gustav. En provisorisk regering tillsattes med Fersen som minister och hertig Karl utsågs till riksföreståndare. Dagen därpå sattes kungen i husarrest på Gripsholms slott.
Trots sin ministerpost fick Fersen begränsat inflytande i den provisoriska regeringen. Han deltog marginellt i arbetet med att ta fram en ny regeringsform och höll sig i övrigt avvaktande. I tronföljdsfrågan försvarade han länge Gustav IV Adolfs sons rätt till tronen, men till slut accepterade han, om än motvilligt, att hertig Karl utsågs till kung. Fersen motsatte sig dock offentligt en förmyndarregering, som han ansåg skulle skapa instabilitet. Vid riksdagen i maj 1809 spelade Fersen en marginell roll när kungens avsättning fastslogs. Han såg hur Vasaätten exkluderades från tronföljden, vilket han betraktade som ett brott mot tradition och lag. I juni 1809 kröntes Karl XIII till kung. Fersen, som länge ansett prinsen olämplig, bar trots det riksbaneret vid kröningen i egenskap av riksmarskalk. I september valdes den danske prinsen Kristian August, i Sverige känd som Karl August, till kronprins. Fersen ingick i den delegation som tog emot honom. Prinsen vann snabbt folkligt förtroende tack vare sin enkelhet och militära bakgrund, men ogillades av gustavianerna, som såg honom som alltför folklig. Efter freden i Fredrikshamn blev Finland ett ryskt storfurstendöme, vilket var ett hårt slag för Sverige. Oron ökade och olika fraktioner inom hovet planerade för tronföljden. Det ryktades att kronprins Karl August övervägde att adoptera prins Gustav, något som stöddes av tsar Alexander I. Fersen och drottningen misstänktes tillhöra denna falang, men inga bevis kunde styrka deras inblandning. Regeringen agerade dock snabbt: prins Gustav fördes i hemlighet bort från Sverige på julafton 1809.
Fersen fortsatte som riksmarskalk och utnämndes till general av kavalleriet den 29 juni 1809, men hans politiska inflytande minskade gradvis. Under 1809 och 1810 växte motsättningarna i landet. Fersen och övriga gustavianer utpekades som rojalistiska konspiratörer, även om Fersen själv sökte dämpa konflikterna genom diskreta kontakter och försiktighet. Förhållandet mellan Fersen och Karl August förblev spänt. Trots formellt korrekta relationer präglades kontakterna av öppen misstänksamhet, särskilt från Fersens sida. I maj 1810 reste Karl August till Skåne. Den 28 maj föll han plötsligt av sin häst under en militär övning på Kvidinge hed och avled. Obduktionen visade inga tecken på förgiftning, men hans onormalt svarta mjälte väckte misstankar. Läkarna fastslog slaganfall som dödsorsak, men ryktet om förgiftning spreds snabbt, särskilt eftersom prinsen var omtyckt av folket men ogillad av många gustavianer. Sophie Piper pekades ut som misstänkt, liksom Fersen själv, som snart blev föremål för växande misstankar och folkets hat.

## Fersens sista dagar (1810)

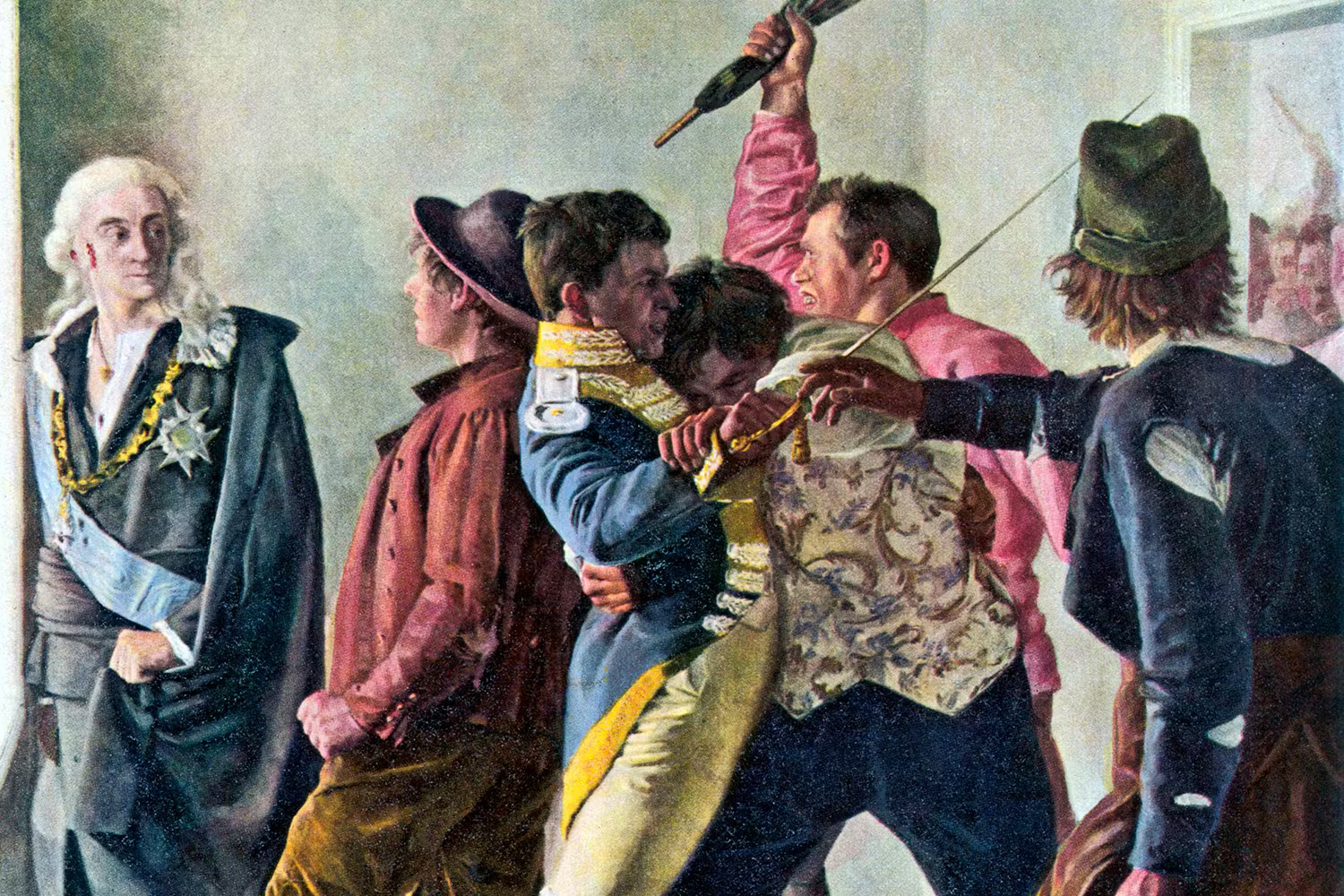
Scen vid Fersens mord. Emil Östermans målning från 1893 föreställande Fersen (till vänster) när han tar skydd från kravallerna i Hultgrenska huset i Stockholm den 20 juni 1810.

Axel von Fersen befann sig vid tidpunkten för kronprinsens död på Löfstad och Finspång hos Emelie De Geer. Han hade tagit tjänstledigt på grund av det politiska läget i huvudstaden. Trots varningar om hotfull stämning återvände han till Stockholm för att fullfölja sina uppgifter som riksmarskalk inför kronprinsens begravning. I Stockholm spreds rykten om att Fersen och hans familj låg bakom kronprinsens död. Den så kallade Opinionsklubben, ledd av mannerheimska partiet, spred pamfletter och Bengt Johan Törneblads fabel "Räfvarne" på tidskriften Nya Posten, där Fersen och hans syster Sophie påstods ha förgiftat Karl August. Ett brev från regeringsutsända medicinska experter misstolkades, vilket ytterligare spädde på konspirationsteorierna. Två dagar före begravningen anlände Fersen till Stockholm. Han begärde audiens hos kungen på Haga slott, men avvisades. Trots hotbrev och allmän oro för sitt liv valde han att delta i processionen.
Den 20 juni 1810, på årsdagen av den misslyckade flykten till Varennes, lämnade han Fersenska palatset i sin riksmarskalksvagn för att delta i processionen, eskorterad av lakejer i livré. Redan vid Liljeholmsbron utsattes vagnen för kravaller med stenkastning. Längs kortegevägen tilltog våldet, och på Stora Nygatan i Gamla stan attackerades vagnen av folkmassor. Glasrutor krossades och Fersen träffades i huvudet av föremål. Trots att generalmajor Isaac Lars Silfversparre var ansvarig för ordningen vidtog han inga åtgärder. Vid Gråmunkegränd rycktes Fersen ur vagnen av en man i uniform och fördes in i Hultgrenska huset i kvarteret Mercurius. Inne i huset upprepade han att han inte förstod varför han misstänktes. En folkmassa bröt sig in i huset och började misshandla honom. Silfversparre förde Fersen ut ur huset, men under sin eskort till Riddarhustorget överfölls han igen. General Ernst von Vegesack, som bevittnade händelsen, ingrep inte. Vid Riddarhustorget stod Svea livgarde uppställt, men soldaterna fick inga order om att skydda Fersen. Fersen släpades vidare, misshandlades och sparkades. Han sökte skydd i Rådhuset, men folkmassan bröt sig in. Hans betjänt Joseph Souplet undkom efter att Fersen förnekat deras koppling för att rädda honom. Fersen drogs sedan ut på Riddarhustorget igen och misshandlades till döds av den ilskna folkmassan. Kroppen skändades, kläder och smycken stals, och han lämnades naken på marken.

## Utredning och begravning
Folkmassan skingrades först när soldater till slut fick order att skjuta skarpt: tre soldater och ett okänt antal civila dödades i kravallerna. Regnet och stormen som bröt ut under natten bidrog till att den ilskna stämningen dog ut. När kravallerna var över lades Axel von Fersens kropp i en enkel fattigmanskista, för kort för hans längd. Två parallella konspirationer tycks ha legat bakom lynchningen: en med syfte att utlösa en svensk revolution, och en annan som ville krossa gustavianerna genom att gripa Fersen och eventuellt avslöja påstådda kupplaner. Gustavianerna stödde prins Gustav som tronföljare, medan deras motståndare, "1809 års män", motsatte sig detta. Det var aldrig meningen att Fersen skulle dödas, då planen ursprungligen var att smutskasta honom, gripa honom och konfiskera hans papper. Men pöbelns våld eskalerade snabbt. När folkmassan hotade att storma landshövding Samuel af Ugglas hus och hämta Sophie Piper, grep armén in. Adlercreutz tog befälet över Stockholms garnison, kanoner placerades vid strategiska punkter och militärer patrullerade staden. På Haga slott fruktade kungaparet att en revolution brutit ut. Drottningen förberedde sin flykt, packade smycken och personliga tillhörigheter, och båtar ställdes i ordning. Ett stort bekymmer var hennes dagböcker, deponerade hos Sophie. Sophie brände drottningens anteckningar och flydde själv förklädd till piga i en liten båt till Vaxholms fästning. Trots ryktesspridningen fanns det inga bevis för att Fersen eller hans syster haft något med kronprinsens död att göra. De blev fullständigt rentvådda i utredningen.

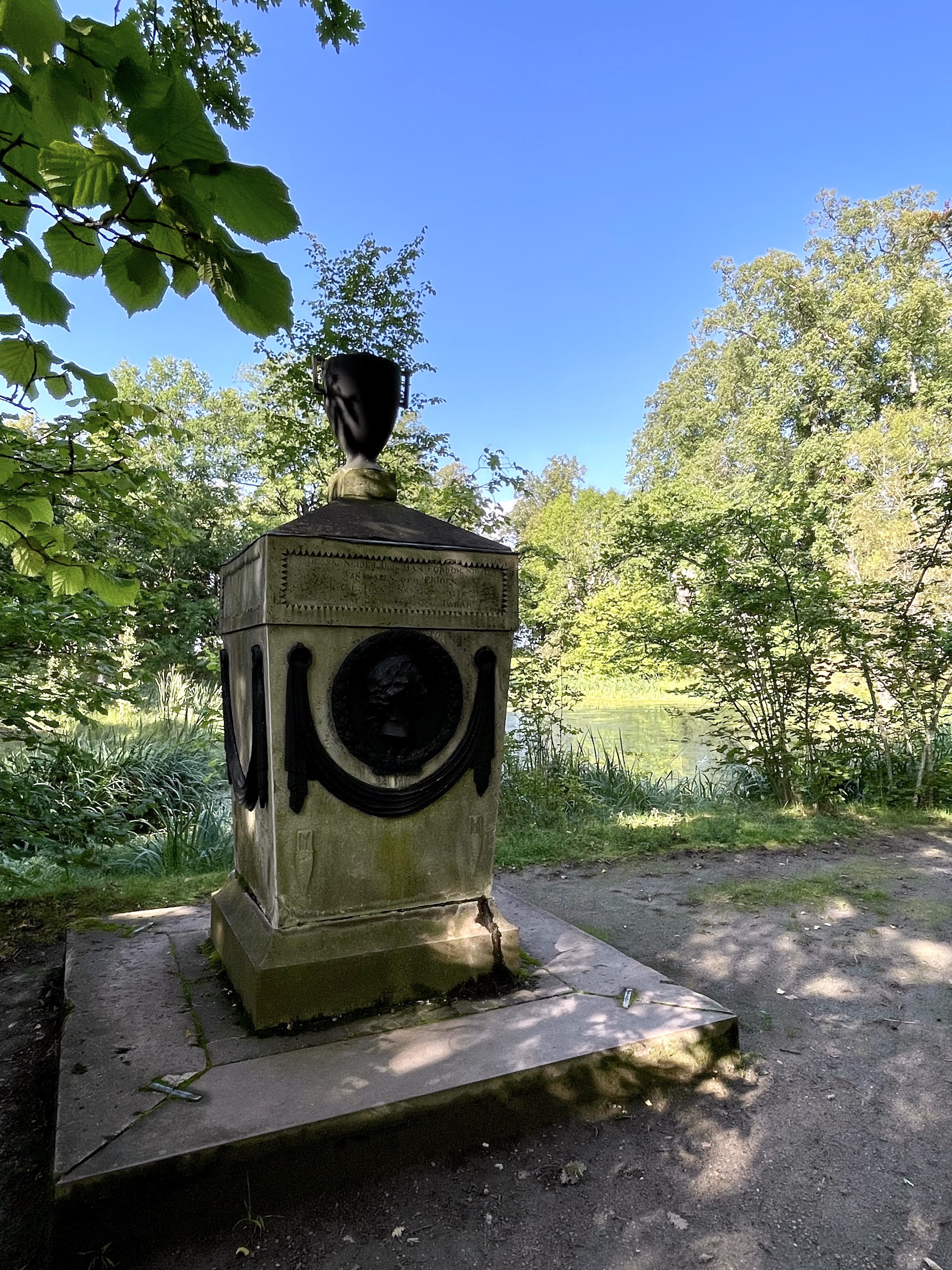
Minnessten över Axel von Fersen i Engelska parken vid Löfstad slott.

Fersens kropp fördes till godset Steninge, där den balsamerades. Mordet orsakade chockvågor runtom i Europa och har senare kommit att beskrivas som "Den svenska vanärans botten". Utredningen blev omfattande: över 900 personer förhördes, främst skrivare, bodbiträden och kontorister. Trots detta fanns inga dömda för mordet. I augusti 1811 föll domarna: ingen fälldes för dråp. Andra inblandade fick milda straff eller benådades senare. Den 2 december 1810 fick Fersen sin officiella begravning som riksmarskalk och serafimerriddare i Wachtmeisterska gravkoret i Riddarholmskyrkan. Starka truppstyrkor stod redo med skarpa skott för att bevaka både begravningen och Stockholms gator. Begravningen leddes av den nye kronprinsen från Frankrike, Karl Johan, en man som representerade den nya makten som Fersen kämpat emot. Fersens kropp fördes därefter till familjegraven i Ljungs kyrka. Systern Sophie reste tre år senare ett monument vid Löfstad, med ett epitafium som hon skrev till minne av sin bror:
| ” | Åt en oförgätelig broder mannamodet uti hans sista stunder den 20 junij 1810 witna om hans dygder och sinnes lugn. | „ |

| ” | I dessa neider där han fordom niutit wänskapen och friden skall hans skugga mötas af wälsignelse och tårar. | „ |

Den svenska ätten von Fersen dog ut 1839 på manslinjen och 1879 på kvinnolinjen.

## Eftermäle

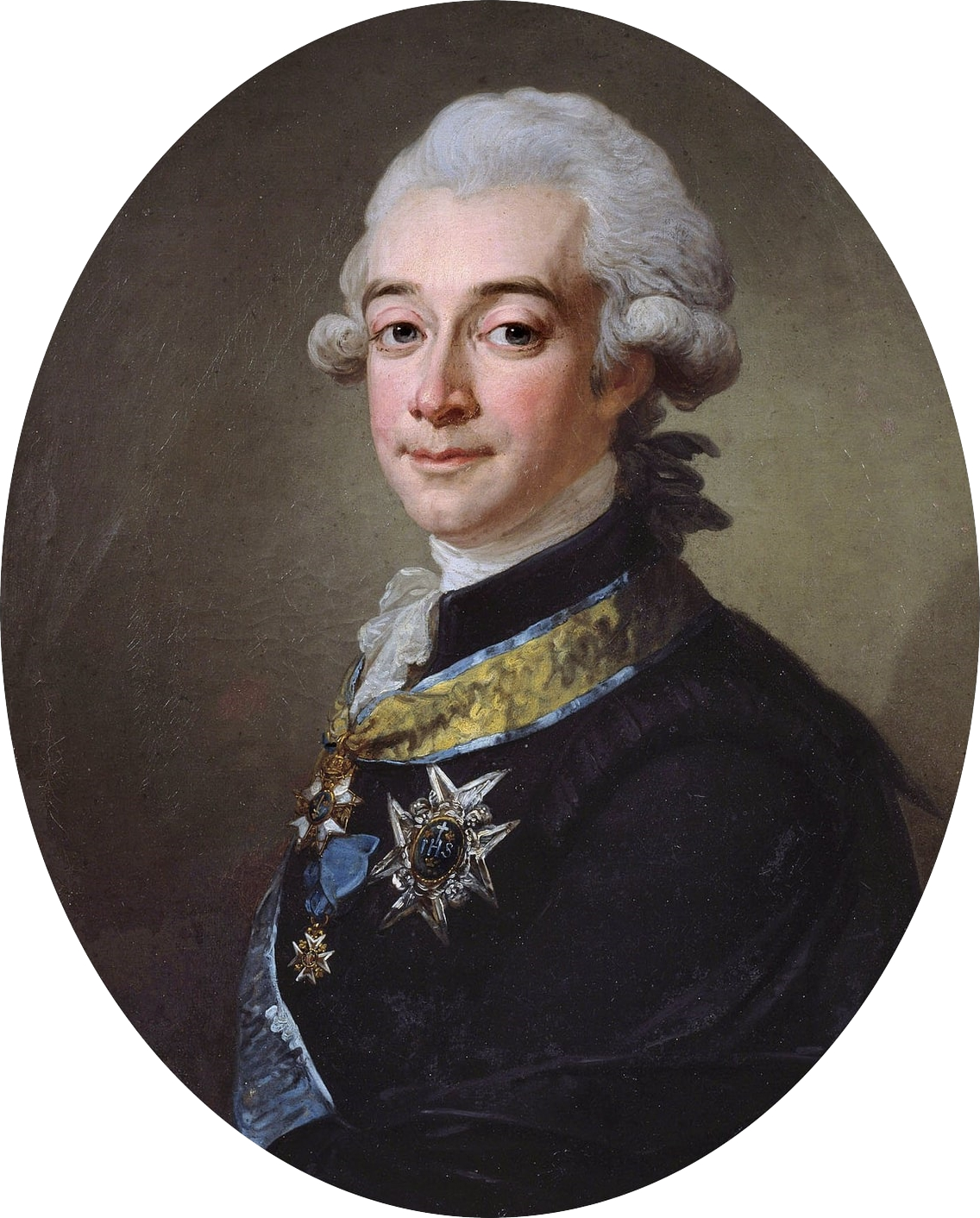
Axel von Fersen av Lorens Pasch den yngre.

Händelserna 1810 och mordet på Axel von Fersen har tolkats som en avgörande vändpunkt i Sveriges politiska och sociala utveckling. De markerade slutet på den aristokratiska dominansen och inledde en period av ökade motsättningar mellan Sveriges konservativa och liberala krafter. I den politiska kulturen levde Fersens öde kvar som en symbol för både aristokratins fall och de revolutionära idéernas genomslag. Hans död, och de rättsliga och politiska efterspel som följde, illustrerade de djupa klyftor som präglade Sverige under denna tid av förändring. Många samtida och senare observatörer har också lyft fram den roll som konspirationer, rykten och politiskt rävspel spelade i Fersens fall. Aristokratiska kretsar, revolutionära grupper och till och med internationella aktörer från Ryssland och Frankrike har pekats ut som möjliga medskyldiga eller intressenter i dramat. I efterdyningarna har även den svenska kungamakten, särskilt Karl XIII, kritiserats för passivitet och oförmåga att skydda en av sina främsta rådgivare.
Fersen har lyfts fram som en försvarare av aristokratiska värderingar och lojalitet mot kungamakten, men också som en del av en konservativ elit som stod i vägen för folklig och politisk förändring. Hans engagemang för kontrarevolutionära rörelser i Europa och hans nära band till den franska kungafamiljen har ytterligare bidragit till hans omstridda eftermäle. Vid sidan av den politiska betydelsen har Fersen förblivit ett namn förknippat med romantik och dramatik, inte minst genom hans relation till Marie-Antoinette. I efterhand har brev och dagböcker, liksom konstnärliga gestaltningar, bidragit till att bygga bilden av Fersen som en tragisk älskare och politisk martyr. Han framstod under sin livstid som en komplex och sammansatt person, präglad av både aristokratisk återhållsamhet och ett djupt personligt engagemang för monarkins och aristokratins sak. Trots sitt nära förhållande till Marie-Antoinette och sitt inflytande inom det franska hovet, präglades Fersens politiska hållning av en återhållsam realism och en önskan att reformera snarare än att blint återställa det gamla systemet. Hans motstånd mot den revolutionära utvecklingen i Europa förenades med en aversion mot de mest extrema formerna av monarkins och aristokratins maktutövning.
I Sverige verkade Fersen för att motverka Gustav IV Adolfs äventyrliga utrikespolitik och förespråkade en återhållsam och stabil konstitutionell utveckling. Han såg aristokratin som en nödvändig samhällsbärare men motsatte sig envälde och reaktionära överdrifter. Fersen ansåg att kungens och aristokratins makt måste bygga på lag och förnuft, snarare än på maktmissbruk eller förtryck. Samtidigt var han väl medveten om de politiska realiteterna och anpassade sig pragmatiskt efter situationens krav. Mot slutet av sitt liv blev Fersen alltmer en symbol för den gamla adeln och dess privilegier, vilket bidrog till det folkliga hat som kulminerade i mordet på honom 1810. Trots detta förblev han i sina senare år en uppskattad gestalt i hovkretsar och bland dem som värdesatte ideal om lojalitet, självuppoffring och ridderlighet. Fersen beskrevs som kultiverad, diskret och djupt lojal mot sina ideal, men också som reserverad, hemlighetsfull och stundtals hård i sin självbild. Hans eftermäle har kommit att präglas av motsättningar och mytbildning, både av beundran för hans idealitet och kritik mot hans oförmåga att anpassa sig till de omvälvande politiska förändringar som präglade Europa under hans livstid.

### Litteratur

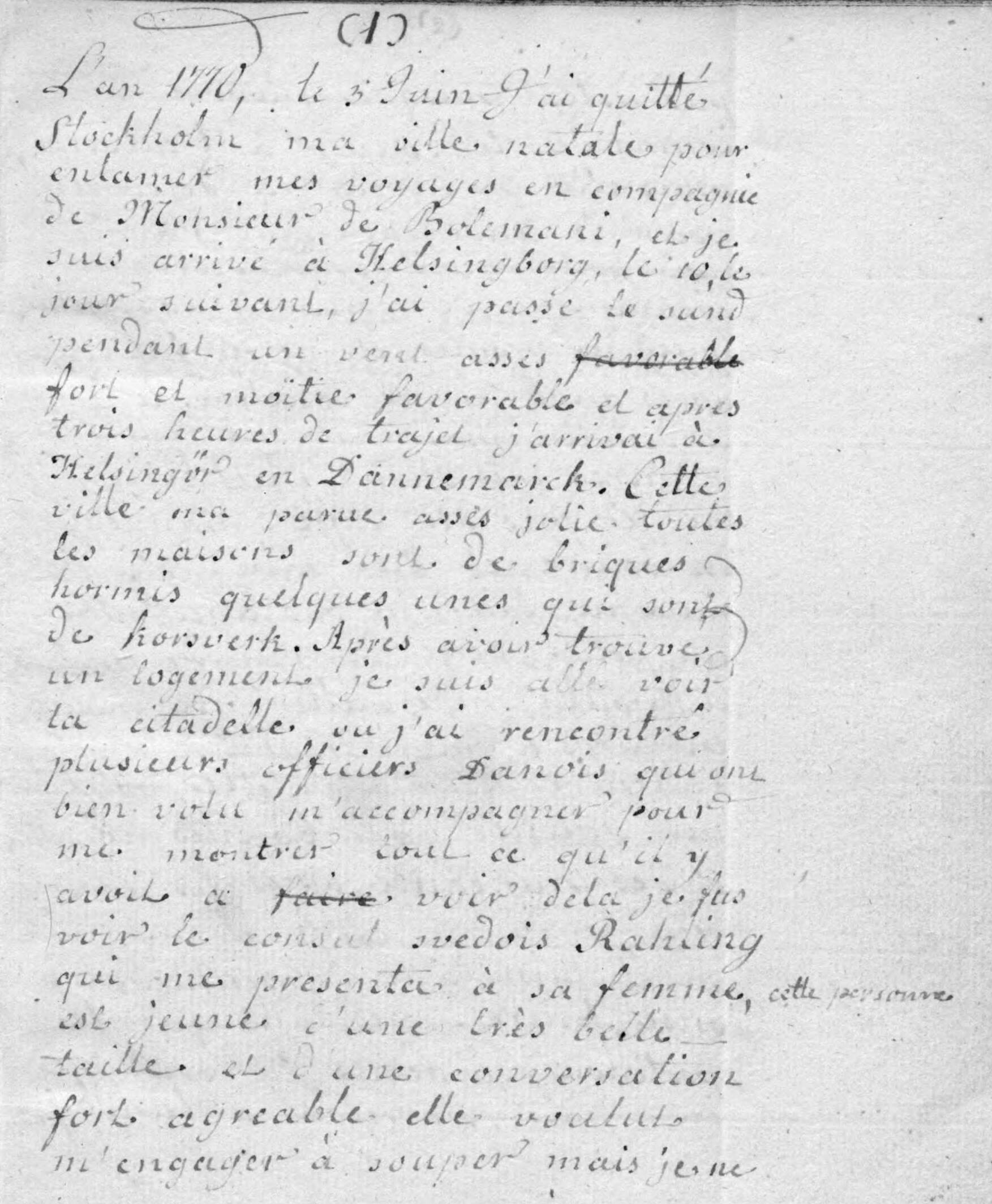
Första sidan i Axel von Fersens dagbok.

### Film, TV och teater

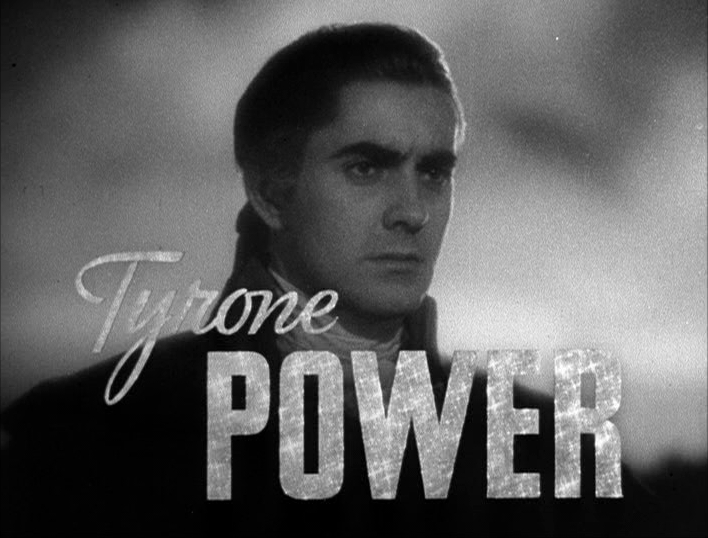
Skådespelaren Tyrone Power spelade rollen som Axel von Fersen i W.S. Van Dykes historiska dramafilm Marie Antoinette från 1938

Fersen förekommer även i flera biografiska filmer, TV-serier och teaterpjäser om Marie-Antoinettes liv. I den historiska dramafilmen Marie Antoinette av W.S. Van Dyke från 1938 har Axel von Fersen en biroll, som spelas av Tyrone Power. Fersen porträtterades även av Jean-Claude Pascal i Sacha Guitrys film Om Versailles kunde berätta från 1954, av Richard Todd i Jean Delannoys film Marie Antoinette Queen of France från 1956, av Jonas Bergström i Jacques Demys film Lady Oscar från 1979, av Jean-Yves Berteloot i den tvådelade filmen Franska revolutionen från 1989, samt av Jamie Dornan i Sofia Coppolas film Marie Antoinette från 2006.
Fersens liv skildras även i avsnitt tre av Sveriges Televisions dokumentärserie Hermans historia (1991–2002), liksom i avsnitt åtta av dokumentärserien Historien om Sverige (2023). I den franska dramaserien Marie Antoinette från 2022 spelas han av Martijn Lakemeier.
Under januari 1998 hade operan "Marie Antointette" premiär på Folkoperan, tonsatt av Daniel Börtz och skriven och regisserad av Claes Fellbom, som skildrar den tragiska kärlekshistorien mellan Fersen (spelad av Olle Persson) och Marie-Antointette (spelad av Christina Högman). Fersen är en av huvudpersonerna i teatermusikalen Marie Antoinette, som hade premiär i Tokyo i november 2006, tonsatt av Sylvester Levay och skriven av Michael Kunze som baserade musikalen på Shusaku Endos biografi om Marie-Antoinette från 1979. Musikalen har senare adapterats i andra scener uppsatta i bland annat Tyskland, Ungern och Sydkorea. Under 2010 hedrade Stockholmsbaserade teatergruppen Bouffonteatern Axel von Fersen med commedia dell'arte-föreställningen "Axel von Fersen under bilan". Ninna Tersman skrev pjäsen "Läs detta brev och darra!" om Fersens liv och öde, som hade premiär på Klara Soppteater i november 2024 och där Fredrik Meyer spelade huvudrollen som Fersen.